# Thietmar von Merseburg

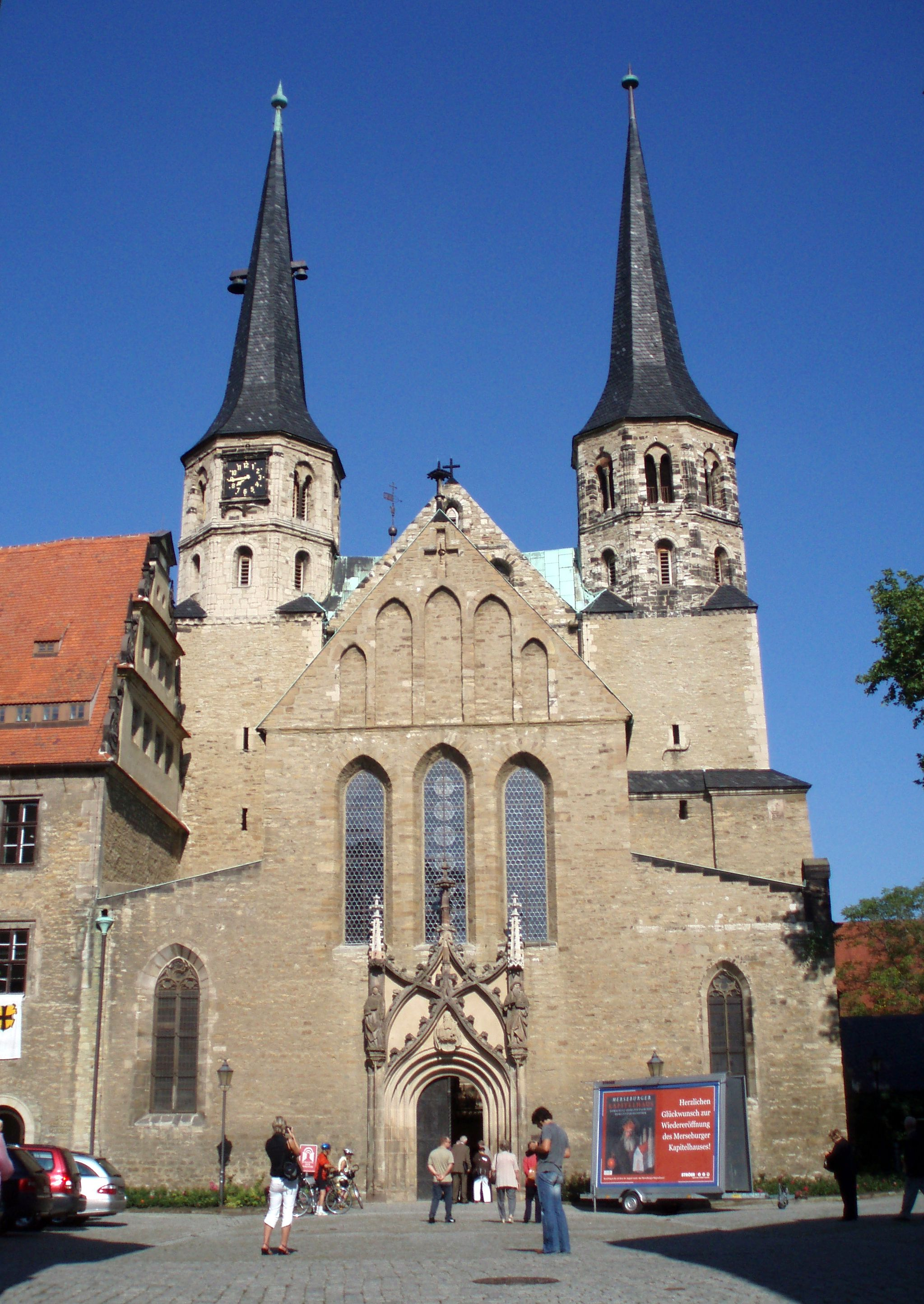
Der Merseburger Dom, für den Thietmar im Jahr 1015 den Grundstein legte

Thietmar von Merseburg, auch Dietmar oder Dithmar (* 25. Juli 975 oder 976; † 1. Dezember 1018 vermutlich in Merseburg), war von 1009 bis 1018 Bischof des Bistums Merseburg und einer der bedeutendsten Geschichtsschreiber in der Zeit der Ottonen.
Der Walbecker Grafensohn Thietmar entstammte dem sächsischen Hochadel. Sein Aufstieg in den kirchlichen Institutionen wurde durch die regional bedeutenden weltlichen Ämter seiner Familie begünstigt. Bereits vor der Erhebung zum Bischof war Thietmar literarisch tätig. So schrieb er ein Gedicht auf die Grablege seiner Vorfahren in der von seinem Großvater Graf Lothar II. gegründeten Stiftskirche Walbeck, um der eigenen Familie ein ehrendes Andenken zu wahren. Seine Amtszeit als Merseburger Bischof war von den Auseinandersetzungen um die territoriale Ausstattung des Bistums geprägt, das 981 aufgelöst und 23 Jahre später wieder eingerichtet worden war. Als Bischof blieb sein Wirken, abgesehen von wenigen Reisen nach Süddeutschland und in die Rheingebiete, auf den engen Umkreis von Magdeburg und Merseburg begrenzt. Im Jahr 1015 legte er den Grundstein für den Merseburger Dom.
Der modernen Forschung gilt Thietmar einhellig als einer der wichtigsten Historiographen der späten Ottonenzeit. Seine umfangreiche Chronik bündelte die reichsgeschichtliche und die bistumsgeschichtliche Perspektive mit der Memorialpflege, der im Mittelalter überaus bedeutsamen Form des rituellen Totengedenkens. Auffallend ist dabei das ausgeprägte Sündenbewusstsein des Verfassers. Heinrich II. wurde wegen der Wiedererrichtung des Bistums Merseburg von Thietmar hochverehrt. In seinen letzten Lebensjahren stand der Konflikt Heinrichs mit dem polnischen Herzog und späteren König Bolesław Chrobry im Zentrum seiner Darstellung. Seine Chronik gewährt durch die Ersterwähnung Leipzigs zum Jahr 1015 und zahlreicher weiterer Orte Einblicke in die frühe Besiedlung im mitteldeutschen Raum um die Jahrtausendwende. Thietmars Werk fand im hohen und späten Mittelalter stärkere Verbreitung, als lange angenommen wurde. Seit dem 16. Jahrhundert ist es der Gelehrtenwelt durch gedruckte Ausgaben allgemein bekannt.

## Leben und Wirken

### Herkunft

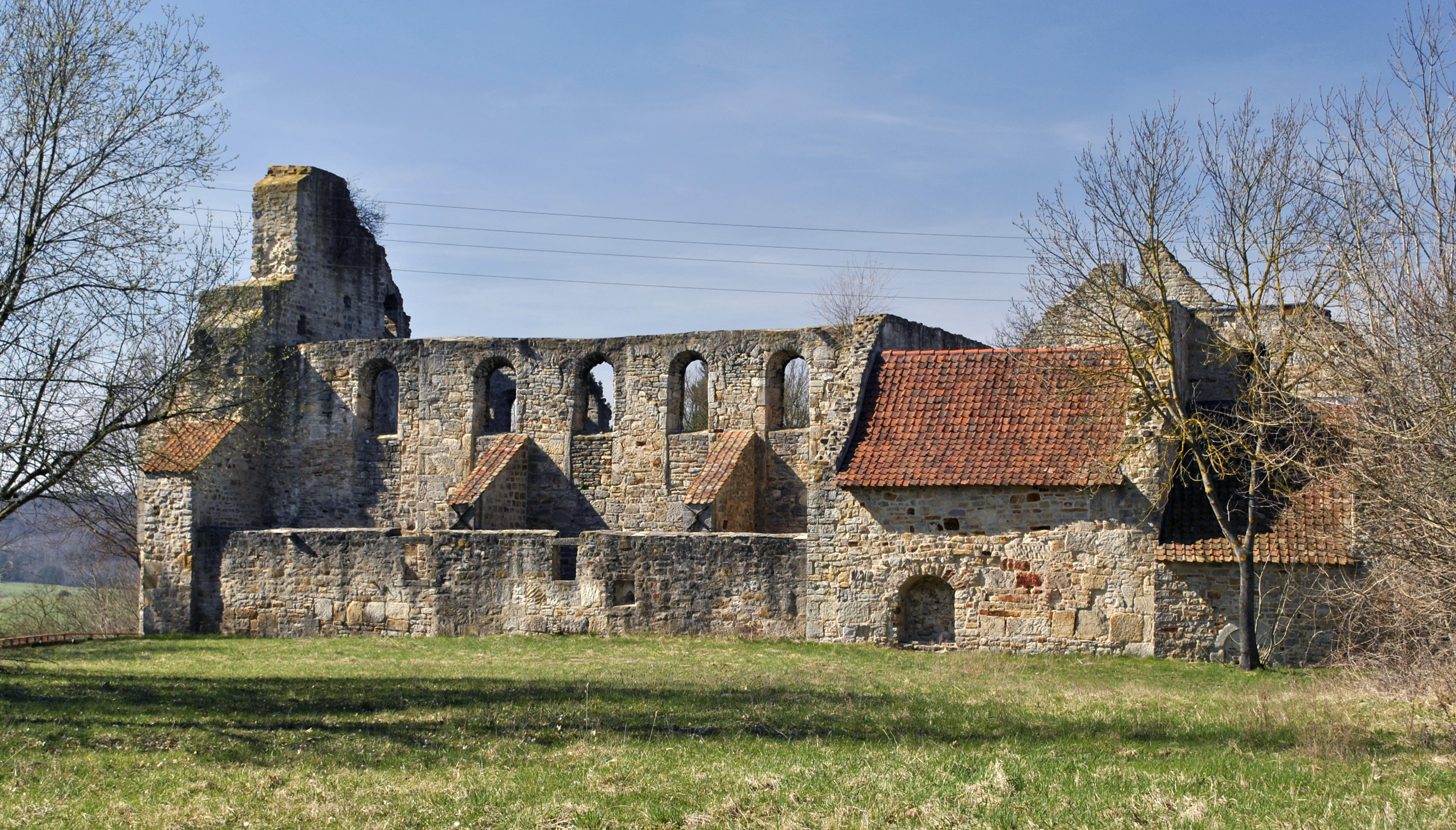
Thietmar war von 1002 bis 1009 Vorsteher des Walbecker Stiftes. Von der gesamten Anlage steht heute nur noch eine Ruine der Stiftskirche. Aufnahme von Südosten aus dem Jahr 2018.

Thietmar entstammte väterlicherseits dem Adelsgeschlecht der Grafen von Walbeck, einer der führenden Familien des damaligen Ostsachsen. Sie stand in Opposition zu den sächsischen Liudolfingern und war mit den polnischen Piasten verfeindet, pflegte aber aufgrund der Nähe Walbecks zu den elbslawischen Siedlungsgebieten seit Generationen intensive Kontakte mit den dort ansässigen Slawen. Eng lehnte sie sich an die bayerische Linie der Liudolfinger an. Der mitteldeutsche Raum zwischen Elbe, Saale und Oder gehörte um 1000 noch zu den Randzonen des Reiches. Die Region wurde von den Sachsen erst langsam politisch, kirchlich und kulturell durchdrungen.
Mütterlicherseits stammte Thietmar von den Grafen von Stade ab. Mit Liuthar von Walbeck und Liuthar von Stade waren zwei seiner Urgroßväter 929 in der Schlacht bei Lenzen an der Elbe im Kampf gegen die slawischen Redarier gefallen. Der Großvater väterlicherseits, Liuthar, war Anhänger von Heinrichs I. jüngerem Sohn Heinrich. Er war Ostern 941 in Quedlinburg am fehlgeschlagenen Komplott des Königsbruders Heinrich gegen Otto den Großen beteiligt. Knapp entging er der Todesstrafe. Der Vorgang gehörte für Gerd Althoff zu einer ganzen Reihe von Konflikten in der Ottonenzeit, in denen Hochadeligen die clementia (Milde) gewährt wurde. Der Walbecker Graf erhielt nicht nur seinen gesamten Besitz zurück, sondern er wurde auch noch reich beschenkt. Nach einem Jahr in der Verbannung gründete er als Sühneleistung das Kanonikerstift Sankt Marien am Familiensitz Walbeck. Er starb 954. Von seinen Söhnen wurde der ältere Sohn Liuthar von Otto III. mit der sächsischen Nordmark bedacht. Der jüngere Sohn, Thietmars Vater Siegfried, hielt die Stellung in Walbeck. Siegfried vermählte sich etwa 972/73 mit Kunigunde aus dem Hause der Grafen von Stade. Er nahm bis zu seinem Tod 991 an mehreren Feldzügen gegen die Slawen teil.
Aus der Ehe mit Kunigunde gingen fünf Söhne hervor. Die beiden erstgeborenen Söhne Heinrich und Friedrich wurden weltlich erzogen. Heinrich folgte dem Vater als Graf von Walbeck, Friedrich wurde Burggraf von Magdeburg. Als drittgeborener Sohn wurde Thietmar nach eigener Angabe am 25. Juli 975 geboren. In späteren Kapiteln seiner Chronik setzt er sein Alter um zwei Jahre niedriger an. Forscher vermuten heute auf Grundlage der relevanten Textstellen für sein Geburtsjahr in seiner Chronik, er sei 976 geboren. Seine jüngeren Brüder Siegfried und Brun gelangten später auf Bischofsstühle in Münster und Verden. Mit Willigis, einem unehelichen Sohn seines Vaters, hatte Thietmar noch einen Halbbruder.

### Frühe Lebensjahre
Als drittgeborener Sohn war Thietmar wohl von vornherein für eine geistliche Laufbahn vorgesehen. Von Bischof Hildeward von Halberstadt wurde er persönlich aus der Taufe gehoben und gefirmt. Er wuchs in Walbeck auf. Seinen ersten Unterricht erteilte seine unter Lähmungen leidende Großtante Emnilde im Kanonissenstift Quedlinburg. Dort dürfte er die Königswahl Heinrichs des Zänkers und 986 den glanzvollen Osterhoftag des sechsjährigen Königs Otto III. und seiner Mutter Theophanu erlebt haben. Neben den erworbenen Schulkenntnissen wurde er schriftkulturell wohl auch von der in Quedlinburg üblichen quadratischen Gebrauchsschrift geprägt. Bis zu seinem 12. Lebensjahr blieb er in Quedlinburg. Ab 987 wurde Thietmar für drei Jahre im Kloster Berge, dann im Magdeburger Domstift ausgebildet und am 1. November 990 Mitglied des dortigen Domkapitels. In Magdeburg pflegten die Domherren das liturgische Gedenken an den dort begrabenen Kaiser Otto I. An der Domschule vervollständigte Thietmar fern der politischen Zentralorte Ottos III. seine Ausbildung zeitweise an der Seite des späteren Hagiographen Brun von Querfurt.
Die Magdeburger Zeit war für Thietmar durch das Leben in einer geistlichen Gemeinschaft prägend. Neben der adligen Herkunft trat nun beim Grafensohn Thietmar das Bewusstsein hervor, Teil einer geistlichen Gemeinschaft zu sein. So bezeichnete er die Geistlichen des Magdeburger Domstifts ausdrücklich mit dem Begriff confrater („Mitbruder“). Die Schule des Magdeburger Domstifts stand dabei in hohem Ansehen. Thietmar erhielt eine gründliche Ausbildung, in der er sich Kenntnisse klassischer Werke, frühchristlicher Literatur und der Heiligen Schrift aneignete. Nach Helmut Lippelt fiel Thietmars Ausbildung in klassischer und mittelalterlicher Literatur jedoch deutlich dürftiger aus, als es die ältere Forschung noch annahm.
Seine Schulzeit wurde abrupt durch ein Ereignis in seiner Familie unterbrochen. Im Sommer 994 geriet Graf Siegfried, der Bruder seiner Mutter, bei einem Überfall der Wikinger an der Unterelbe bei Stade in Gefangenschaft. Siegfried hatte keinen eigenen Sohn. Er bat daher seine Schwester, ihm einen ihrer Söhne als Geisel zu stellen. Der junge Thietmar wurde daraufhin als Geisel entsandt, um ihn gegen Siegfried auszutauschen, damit dieser das Lösegeld zusammenbringen konnte. Sein Onkel konnte jedoch entfliehen, bevor Thietmar bei den Wikingern eintraf.
Am 7. Mai 1002 wurde er Propst des Familienstifts Walbeck und erhielt von nun an die damit verbundenen Einnahmen. Helmut Lippelt vermutet, dass mangelnde Aufstiegschancen in Magdeburg Thietmar zur Übernahme der Propsteiwürde bewogen hatten. Durch den Tod seiner Mutter Kunigunde 997 hatte Thietmar beträchtliche Ländereien geerbt, die er zum Erwerb der Propstei über das Familienstift Walbeck einsetzte, indem er seinem verfügungsberechtigten Onkel Liuthar eine Landschenkung machte. Thietmar selbst bekannte in seiner Chronik, das Amt durch Simonie, also durch Ämterkauf, erworben zu haben. Damit verstieß Thietmar gegen die Normen des Kirchenrechts, die jegliche Form von Simonie untersagten. Bereits sein Vorgänger Dietrich hatte zehn Jahre zuvor dieselbe Propstei für zehn Hufen Land erworben. Reichtum basierte zu dieser Zeit noch nicht auf barem Geld, sondern auf nutzbarem Land und der Verfügungsgewalt über abhängige Bauern und Handwerker.
Thietmar war bereits in seiner vorbischöflichen Zeit literarisch tätig. Seine als Propst zwischen 1002 und 1009 verfassten Verse wurden lange nicht beachtet. Sie sind heute nur noch in zwei neuzeitlichen Drucken des 17. und 18. Jahrhunderts überliefert. Mit den Gedichten wollte Thietmar seinen Vorfahren ein ehrendes Andenken und die Fürbitten der Nachwelt sichern. Es ist die älteste überlieferte Schriftquelle über die Walbecker Stiftskirche, die eine der frühesten adligen Familiengrablegen des ottonischen Sachsens darstellt.
Am 21. Dezember 1004 erhielt Thietmar vom neuen Magdeburger Erzbischof Tagino die Priesterweihe. Die Ordination erfolgte in Anwesenheit von König Heinrich II. Von ihm erhielt Thietmar als Weihegeschenk eine Kasel. Unter Taginos Führung nahm Thietmar an der bewaffneten Abwehr eines Vorstoßes Herzog Bolesławs I. von Polen teil.

### Merseburger Bischof

#### Zustand des Bistums bei Thietmars Amtsantritt
Das Bistum Merseburg wurde 968 als christlicher Vorposten im weithin heidnischen Slawengebiet gegründet. Leidtragender der kirchlichen Neuorganisation war das Bistum Halberstadt, das sowohl für Magdeburg als auch für Merseburg Teile seiner Diözese abtreten musste. Kaiser Otto II. willigte 981 in die Aufhebung des Bistums Merseburg ein. Diese wurde im Synodaldekret der römischen Synode Papst Benedikts VII. vom September 981 mit der fehlenden Zustimmung des Halberstädter Bischofs Hildeward zur Gründung Merseburgs begründet. Die Rechte und Besitzungen des Merseburger Bistums wurden zwischen den benachbarten Diözesen Magdeburg, Halberstadt, Zeitz und Meißen aufgeteilt. Bereits unter Ottos Nachfolger Otto III. setzten Bemühungen um die Wiederherstellung ein. Unter Heinrich II. wurde das Bistum wieder eingerichtet und der Kapellan Wigbert als Bischof eingesetzt. Der Sprengel wurde jedoch nicht in vollem Besitzumfang restituiert. Westlich der Saale erstreckte sich der kleinere Teil des Bistums über teils dichter bewohntes Altsiedelland. Der größere Teil der Diözese östlich der Saale erstreckte sich bis zur Mulde mit nur teilweise besiedelten Gebieten. Zwischen Aufhebung und Wiedereinrichtung lagen 23 Jahre, so dass über die einstigen Grenzverläufe Unklarheit herrschte. Als Nachteil erwies sich dabei, dass ottonische Herrscherurkunden, die königliche oder kaiserliche Schenkungen an Merseburg dokumentiert hätten, nicht mehr vorhanden waren. Die Hauptschuld dafür gab Thietmar seinem früheren Amtsvorgänger Giselher. Dieser habe königliche oder kaiserliche Urkunden, die Schenkungen an Merseburg enthielten, verbrennen oder widerrechtlich Empfänger in den Urkunden durch die Magdeburger Kirche überschreiben lassen.

#### Bischofserhebung
Der Merseburger Bischof Wigbert starb am 24. März 1009. Bereits während seiner schweren Erkrankung hatte Tagino zu Weihnachten 1008 den König in Pöhlde darauf hingewiesen, dass Thietmar für die Nachfolge geeignet sei. Nach dem Tod Wigberts wollte Heinrich jedoch nicht Thietmar, sondern Adalgar das Bistum anvertrauen. Tagino redete dem König die Bevorzugung des Rivalen aus und veranlasste die Herbeiholung Thietmars durch den Merseburger Dompropst Geso. Thietmar hielt sich zu dieser Zeit auf seinem Hof in Rottmersleben auf. Er hatte am Karsamstag (16. April) in Augsburg zu erscheinen. Am Palmsonntag brach Thietmar von Magdeburg auf und erreichte erst Dienstag nach Ostern (19. April) Augsburg. Am nächsten Tag ließ ihn Tagino zu sich rufen und fragte ihn auf Weisung des Königs, ob er einen Teil seines Erbes der Kirche geben wolle. Thietmar gab seine grundsätzliche Bereitschaft daraufhin zu erkennen. Am Samstag reiste der Hof nach Neuburg an der Donau weiter. Am 24. April wurde dort die Weihe durch Erzbischof Tagino und Bischof Hildeward von Zeitz unter Teilnahme von vier weiteren Bischöfen vollzogen. Vom König nahm Thietmar die Investitur mit dem Bischofsstab entgegen.
Der Ablauf der Bischofseinsetzung wich nicht von anderen Bischofserhebungen seiner Zeit ab. Als Thietmar 1009 zum Bischof erhoben wurde, war die dominierende Rolle des Königs dabei unbestritten. Von Thietmar selbst stammt eine Begründung für die Mitwirkung des Königs bei der Einsetzung der Bischöfe, die als Schlüsselzeugnis für die Anschauung in spätottonischer Zeit gilt. Die Könige dürfen Bischöfe einsetzen, weil sie „nach dem Beispiel des Herrn durch die Herrlichkeit von Weihe und Krone alle Sterblichen überragen“. Im Investiturstreit einige Jahrzehnte später wurde diese Personalhoheit des Königs bei den Bischofserhebungen von den Kirchenreformern heftig angefochten. Die neuere Forschung betont jedoch, dass der König bei allen wichtigen politischen Entscheidungen in Beratungen mit den betroffenen Kirchen und Adelsfamilien einen Konsens herbeizuführen hatte. Auffällig an Thietmars Erhebung bleibt gleichwohl seine Königsferne. Thietmar entstammte nicht dem geistlichen Umfeld des Königs, also der Hofkapelle, sondern wurde dem König von dem ihm nahe stehenden Erzbischof empfohlen. Als vormaliger bayerischer Herzog versuchte Heinrich II. als König unter anderem mit der Erhebung Thietmars, eines Neffen von Heinrichs sächsischem Parteigänger Liuthar von Walbeck, seinen Handlungsspielraum in Sachsen durch Unterstützung und Heranziehung des Episkopats zu erweitern. Für Heinrichs Herrschaft ist zudem der Anteil hochadliger Kleriker bei den Berufungen auffällig.
Thietmar wurde damit Bischof des Bistums Merseburg, des kleinsten Bistums im ottonischen Reich. In Merseburg erschien Thietmar erst vier Wochen später, wo er am 21. Mai ehrenvoll eingeholt wurde. Er hielt eine Ansprache vor den Dienstleuten der Kirche und wurde von Bischof Erich von Havelberg inthronisiert.

#### Königsdienst

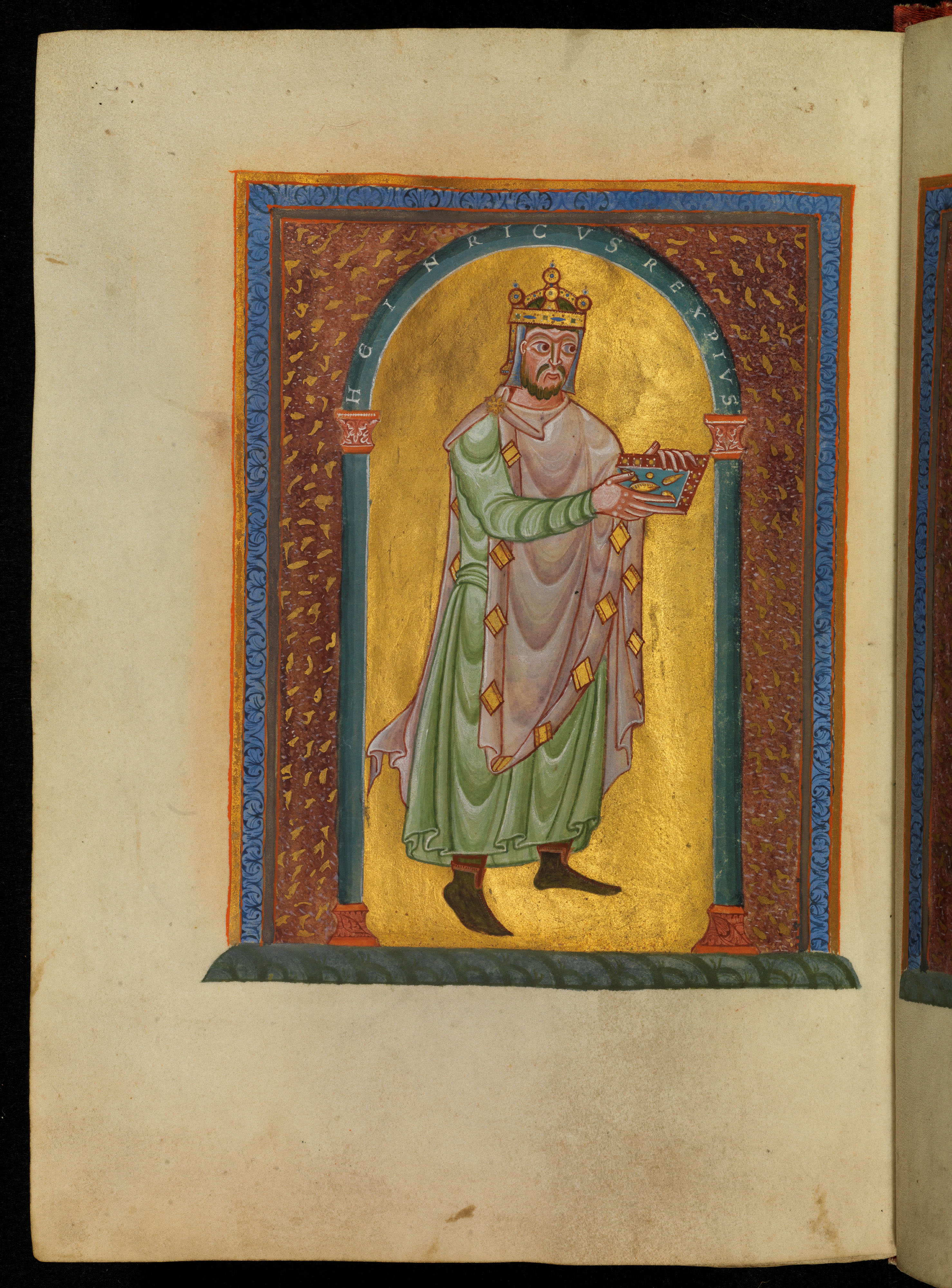
Darstellung Heinrichs II. im Evangelistar aus Seeon. Bamberg, Staatsbibliothek, Msc. Bibl.95, fol. 7v

Der König stattete die Bischöfe mit Rechten und Besitz aus. Dafür empfing er den Königsdienst, der allgemeine Beratung, diplomatische Aufgaben, wirtschaftliche Leistungen besonders bei der Beherbergung des Hofes und militärische Unterstützung vor allem durch die von Kirchen aufzubietenden Panzerreiter umfasste. Der aus Bayern stammende Heinrich II. musste durch das Reich reisen und dadurch seiner Herrschaft Geltung und Anerkennung verschaffen. Das galt vor allem in Sachsen, dem Herrschaftsmittelpunkt der drei vorangegangenen ottonischen Herrscher. Tatsächlich hielt sich Heinrich am häufigsten in Merseburg auf. Dort sind 28 Aufenthalte in der 22-jährigen Regierungszeit Heinrichs II. belegt. Merseburg hatte traditionell enge Bindungen an den bayerischen Zweig der Liudolfinger. Zudem hatte der Ort wegen seiner Grenzlage zur slawischen Welt besondere Bedeutung für Heinrich II. Am 25. Juli 1002 ließ er sich in Merseburg von den sächsischen Großen seine Königswürde bestätigen. Im Jahr 1012 verkündete Heinrich dort einen fünfjährigen Landfrieden. Merseburg war auch Ausgangspunkt für die Züge gegen den polnischen Herrscher Bolesław I. Chrobry. Thietmar empfing in seiner neunjährigen Amtszeit Heinrich mit seinem Gefolge nicht weniger als dreizehn Mal. Heinrich feierte als wichtigen Akt der Herrschaftsrepräsentation bei Thietmar hohe Kirchenfeste wie 1015 das Osterfest, 1009, 1012 und 1013 Pfingsten. Ein Höhepunkt war der Hoftag zu Pfingsten 1013, bei dem es zum Friedensschluss mit Bolesław I. kam. Laut Thietmar hatte Merseburg jedoch nicht nur für Heinrichs Herrschaft große Bedeutung, sondern dort erholte er sich auch von Strapazen oder Krankheit.
Trotz dieser Bedeutung Merseburgs für Heinrich war Thietmar keine wesentliche Stütze seiner Herrschaft. In diplomatischer und militärischer Hinsicht trat Thietmar nicht in besonderer Weise im Dienst des Herrschers hervor. Er nahm zwar pflichtgemäß an allen Polenzügen mit dem bewaffneten Aufgebot seiner Kirche teil, verließ jedoch nach eigener Aussage das Heer vorzeitig wieder. Sein Tätigkeitsbereich blieb, abgesehen von wenigen Reisen nach Süddeutschland und in die Rheingebiete, auf den Umkreis von Magdeburg und Merseburg beschränkt. An den Italienzügen von Otto III. und Heinrich II. hat er nicht teilgenommen. Im Februar 1004 reiste Thietmar zwar nach Augsburg, von wo aus Heinrich zu seinem Italienzug aufbrach. Doch kehrte Thietmar wieder nach Sachsen zurück. Nach Helmut Lippelts Fazit lag „seine Stärke […] in der Beobachtung, nicht in der engagierten Beteiligung“.

#### Wiederherstellung des Bistums
Jeder Bischof war verpflichtet, darauf zu achten, dass sein Bistum, mit dem er sich in unauflöslicher Gemeinschaft verbunden sah, keinen Schaden erleide. Thietmar bemühte sich in seiner Amtszeit darum, die Diözese in ihrem alten Umfang wiederherzustellen. Thietmars Vorgänger hatte in den fünf Jahren seiner Amtszeit nichts an der Situation ändern können. Nach Helmut Lippelt hat sich Thietmar den offenen territorialen Fragen seines Bistums „mit einer zur Leidenschaft gesteigerten Energie angenommen“. Er griff dazu auch zum Mittel der Urkundenfälschung. Dabei ging es ihm, so Lippelt, um die von ihm so empfundene „rechte Ordnung“. Thietmar sei stets „subjektiv völlig überzeugt von seinem Recht“ gewesen.
Eigenhändig trug Thietmar zur Dokumentation für seinen Nachfolger in einem Martyrologium die selbst erworbenen Güter und Nutzungsrechte ein. Dieser Codex ist heute verloren; auf einzelne Schenkungen daraus nahm jedoch die erhaltene Merseburger Bischofschronik 1136/37 Bezug.

##### Forderungen gegenüber Magdeburg und Meißen
Nach dem Tod des Magdeburger Erzbischofs Tagino am 9. Juni 1012 unterstützte Thietmar die Wahl von dessen Nachfolger Walthard, um dadurch die Möglichkeit zu haben, den Kandidaten im Falle einer erfolgreichen Wahl zur Rückerstattung von weiteren Gebieten an die Merseburger Kirche zu bewegen. Bei der Erhebung eines neuen Bischofs bzw. einer Vakanz des Bischofsstuhls bestanden gute Aussichten, Zugeständnisse für Merseburg zu erreichen. Bei der Wahl beugte sich Thietmar vor und bat – „bei Gott und echter Bruderliebe“ – um die Restitution aller dem Merseburger Bistum zustehenden Rechte und Güter. In Gegenwart aller sagte Walthard dies zu. Allerdings starb der erst am 21. Juni inthronisierte Erzbischof bereits am 12. August 1012. Die Wahl des Nachfolgers durch die Magdeburger Domherren im August 1012 in Thietmars Beisein akzeptierte Heinrich nicht und bestimmte seinen bisherigen Hofkaplan Gero zum neuen Erzbischof. Thietmar traf Heinrich daraufhin auf dem Weg nach Magdeburg am 21. September 1012 in Seehausen. Nach den Ausführungen Thietmars in seiner Chronik habe er vor allen Anwesenden vom König die Zusage verlangt, dass er vor der Investitur des neuen Erzbischofs von ihm die Zustimmung für alle Merseburger Besitzungen und Rechte abfordern solle. Heinrich versprach jedoch eine Klärung zu einem späteren Zeitpunkt.
Verhandlungen über die Ansprüche Merseburgs führte Thietmar nach 1012 nicht mehr über den König, sondern direkt mit Erzbischof Gero. Thietmar berichtete in seiner Chronik, dass dieser sich im Oktober 1015 endlich einverstanden erklärte, die Burgwarde Schkeuditz, Taucha, Püchau und Wurzen an das Merseburger Bistum zurückzugeben. Außerdem erhielt Thietmar das Dorf Rassnitz. Für die ebenfalls erbetenen fünf Burgwarde Eilenburg, Pouch, Düben, Löbnitz und Zöckeritz erklärte er, dass er sie zu einem späteren Zeitpunkt zurückgeben wolle. Die fünf Burgwarde hatten nach Stand der Forschung jedoch auch zuvor nicht zu Merseburg gehört.
Mit dem Meißener Bischof Eid führte Thietmar vergeblich Rückgabeverhandlungen über Besitzungen und Rechte im Gebiet der Mulde, die nach 981 an die Meißener Kirche gekommen waren. Wohl wegen der fehlenden Übereinkunft fiel Thietmars Nachruf in seiner Chronik auf den 1015 verstorbenen Eid besonders kritisch aus. Auf einem Hoftag in Magdeburg im Februar 1017 versuchte Heinrich II. den Streit zwischen Thietmar und Eids Nachfolger Eilward beizulegen. Die Bischöfe einigten sich schließlich auf die Mulde als Grenze zwischen beiden Bistümern. Thietmar wurde von Heinrich aufgefordert, die Diözesanrechte östlich des Flusses in den Burgwarden Püchau und Wurzen an Meißen abzugeben. Dafür erhielt Thietmar eine Pfarrei westlich der Mulde, die er nicht haben wollte. Durch den Austausch der Bischofsstäbe wurde die Vereinbarung bekräftigt. Mit diesem Ergebnis zeigte sich Thietmar in seiner Chronik äußerst unzufrieden. Die Meißener Seite hatte wohl die inhaltlich erweiterte Nachzeichnung eines originalen Diploms Otto III. vorgelegt, in der die Vergabe der Burgen Püchau und Wurzen für die Meißener Diözese schriftlich festgehalten worden war. Auch der ebenfalls 1017 in Magdeburg ausgetragene Streit um den Besitz dreier Dörfer wurde nicht im Sinne Thietmars entschieden. Dessen Bemühungen, die an Halberstadt und Meißen verlorenen Gebiete seines Sprengels zurückzugewinnen, blieben also über seine ganze Amtszeit hinweg vergeblich. Das Bistum Merseburg konnte nicht mehr seine ursprüngliche Größe erreichen.
Gegenüber Bischof Hildeward von Zeitz bzw. dessen Bistum machte Thietmar anders als bei Magdeburg und Meißen keine Forderungen geltend. Dies könnte daran liegen, dass Zeitz 1004 genügend an Merseburg zurückgegeben hatte, oder auch darauf zurückzuführen sein, dass Hildeward viel länger im Amt blieb als Thietmar und keine Nachfolgeverhandlungen möglich waren.

##### Zuwendungen Heinrichs II.
Am 28. Juli 1010 schenkte König Heinrich II. in einer in Merseburg ausgestellten Urkunde Thietmar von allen königlichen Höfen in Thüringen und Sachsen zwei hörige Familien samt deren Kindern. Bei den mündlichen Verhandlungen war Thietmar beteiligt gewesen. Die von einem Hofgeistlichen angefertigte Urkunde erhielt jedoch keine Rechtskraft, da kein Siegel angebracht wurde. Im Oktober 1012 stellte Heinrich bei einem längeren Aufenthalt in Merseburg ein Diplom aus. Darin bestätigte er dem Merseburger Bischof alle Schenkungen seiner ottonischen Vorgänger an Merseburg, über die keine Urkunden mehr existierten. In der Urkunde werden mehr als 20 Ortsnamen aufgeführt.
Zugunsten Merseburgs entschied Heinrich beim Forst Zwenkau. Kaiser Otto II. hatte in einer Urkunde vom 30. August 974 dem Bistum Merseburg die Burg Zwenkau mit allem Zubehör geschenkt. Thietmars Beschreibung zufolge lag der Wald zwischen den Flüssen Saale und Mulde sowie den Gauen Siusili (rund um Eilenburg) und Plisni (rund um Altenburg). Nach der Auflösung des Bistums erhielt das Erzbistum Magdeburg den Forst Zwenkau. Nach der Wiedereinrichtung des Bistums Merseburg restituierte Heinrich 1005 nicht nur Burg Zwenkau, sondern auch den zugehörigen Forst. Die Markgrafen Hermann I. und Ekkehard II. waren damit nicht einverstanden und wollten den Forst gegen 60 Hufen eintauschen, was Thietmar ablehnte. Daraufhin versuchten sie, ihren Anspruch auf den Forst am kaiserlichen Hof mit Hilfe von Urkunden durchzusetzen. Sie legten Kaiserurkunden über ihren Besitzanspruch auf die Burgwarde Rochlitz (östlich von Altenburg) und Teitzig vor, in der Annahme, der ältere Merseburger Anspruch sei inzwischen verjährt. Thietmar legte eine ottonische Urkunde vor, die die Schenkung des Forstes an die Merseburger Kirche dokumentierte. Heinrich entschied daraufhin auf einer Versammlung am 22. Februar 1017 in Magdeburg, dass der Anspruch Merseburgs Vorrang hatte. Für diese Auseinandersetzung hatte Thietmar eine Urkunde gefälscht. Er dehnte in der Fälschung den Umfang des Waldes erheblich aus und vermerkte dies auch an zwei Stellen in seiner Chronik. Die als echt angesehene Urkunde half den Merseburger Bischöfen noch im 13. Jahrhundert, ihre Territorialherrschaft weiter nach Osten zu erweitern. Der umstrittene Forst blieb dauerhaft im Merseburger Besitz. Die Meißener Markgrafen fanden sich mit der Niederlage nicht ab, sondern zerstörten einen Hof des Merseburger Bischofs.
Nach Thietmars Bericht schenkte ihm Heinrich II. 1017 drei Kirchen in Leipzig, Ölschwitz und in Geusa. Die Schenkung der Kirche in Geusa ist durch eine abschriftlich überlieferte Kaiserurkunde im Archiv des Domstifts Merseburg belegt. Die beiden anderen Schenkungen sind nur durch Thietmars Chronik bekannt.

#### Grundsteinlegung des neuen Doms
In Thietmars Amtszeit fiel die Grundsteinlegung des neuen Domes. Das Bauen gehörte nach Wolfgang Giese „zu den Amtspflichten eines hochmittelalterlichen Bischofs“. Durch Neubauten der Bischofskirchen oder durch die Gründung zahlreicher neuer Kloster- und Stiftskirchen gestalteten die Bischöfe der Ottonenzeit ihre Kathedralstädte repräsentativ aus, auch um sich ihr Gedenken in der Zukunft zu sichern. Der Bau oder Neubau einer Kathedralkirche „war die vornehmste von Thietmar in seinen Nachrufen stets verzeichnete Tat eines Bischofs“.
In Anwesenheit des neuen Magdeburger Bischofs Gero und ohne kaiserliche Präsenz legte Thietmar am 18. Mai 1015 eigenhändig die Grundsteine in Form eines Kreuzes. In seiner Chronik ließ er dieses Ereignis zunächst aus, trug es dann aber eigenhändig am linken Rand ein und korrigierte es in den Text der Chronik mit einem Verweiszeichen nach. Diese Nachricht der Grundsteinlegung gehört zu den wenigen überlieferten Vorgängen ihrer Art im Frühmittelalter. In dieser Zeit war dieser Ritus der Kirchengründung noch nicht liturgisch verbindlich vorgegeben. Heinrich II. sorgte für eine angemessene Ausstattung des neuen Domes. Thietmar berichtete für das Frühjahr 1017 von einem Auftrag des Kaisers, „zur Zierde unserer Kirche einen goldenen Altar anzufertigen“, wozu der Bischof „aus dem Ertrag unseres alten Altars sechs Pfunde Goldes“ beisteuerte. Thietmar selbst erlebte die Vollendung des Domes nicht mehr, da er im Dezember 1018 starb. Der neue Dom wurde am 1. Oktober 1021 feierlich geweiht.

### Chronist

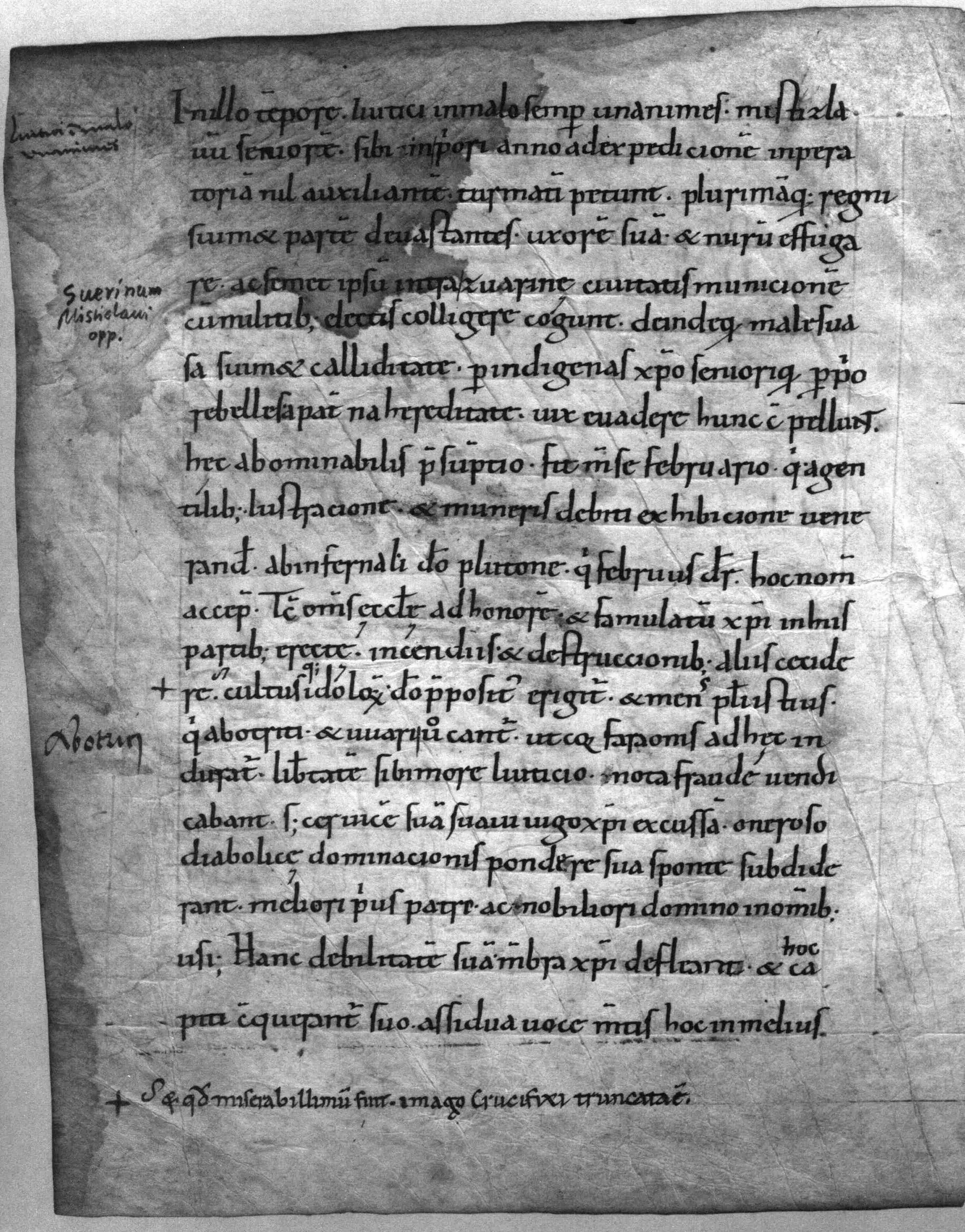
Faksimile einer Seite aus der Chronik Thietmars von Merseburg. SLUB Dresden, Msc. R 147, Blatt 178 b

Thietmar verfasste zwischen Ende 1012 und 1018 eine Chronik über die sächsische Geschichte in der Zeit von 908 bis 1018. An der Niederschrift waren neben Thietmar acht weitere Schreiber des Merseburger Domskriptoriums beteiligt, deren Arbeit er ergänzte und berichtigte. Mit dem von ihm so benannten Chronicon beabsichtigte er „die Geschichte der Stadt Merseburg“ (Merseburgensis series civitatis) und die „Lebenswege und Taten der frommen Könige Sachsens“ (Saxonie regum vitam moresque piorum), also der Ottonen, zu schildern. Beide Themen waren eng miteinander verknüpft. Heinrich I. hatte die Grundlagen für die Stadt Merseburg geschaffen und sie mit einer Mauer umgeben. Otto I. hatte das Bistum gegründet, sein Sohn Otto II. hatte es wieder aufgehoben. Otto III. hatte erste Versuche unternommen, es wieder einzurichten, die dann unter Heinrich II. Erfolg hatten. Die beiden Kernthemen der Chronik sind mit zahlreichen autobiographischen Versatzstücken versehen, so dass über die Person und Persönlichkeit des Bischofs Thietmar weit mehr bekannt ist als über viele seiner Amtskollegen im Hochmittelalter. Johannes Fried hat ihn als das erste „schreibende Ich“ unter den mittelalterlichen Geschichtsschreibern angesehen. In seiner Chronik äußerte er sich zu Märtyrern und Heiligenkult, Buße und Sünde, Tod und Fürbitte, Fragen der Moral und Seelsorge, dem Wirken des Teufels und seiner Dämonen, den Glauben an Gott und Gottes Strafgerichten, Missgeburten, Geistererscheinungen, Himmels- und Wunderzeichen. Er vermerkte unzählige Todesfälle und schrieb Nachrufe. Das Werk selbst widmete er seinem Bruder Siegfried, dem Abt vom Kloster Berge und späteren Bischof von Münster. Thietmars ausgeprägtes Familienbewusstsein ließ ihn zudem mehr als jeden anderen Chronisten über die eigene Verwandtschaft berichten, weshalb sein Werk auch als „Familienchronik“ bezeichnet wird.
Geschichte wurde in ottonischer Zeit als Argumentationshilfe eingesetzt. Kontext der Entstehung des Werkes und Darstellungsabsicht waren aufeinander bezogen. Thietmar wollte mit seiner Chronik seine Nachfolger über die Geschichte des Bistums Merseburg informieren, um sie für den Fall vorzubereiten, dass die Existenz des Bistums erneut bestritten wird oder dessen Besitzungen gefährdet sind. Schreibanlass für die Chronik war möglicherweise ein Misserfolg Thietmars, als 1012 der Merseburger Sprengel nicht auf Kosten der Magdeburger Diözese erweitert wurde. In seiner Chronik berichtete er über vieles, was dem Merseburger Bistum seiner Meinung nach gehören würde und deshalb zurückerstattet werden müsste. Er hielt in seiner Chronik auch königliche bzw. kaiserliche Zuwendungen fest.
Seine Chronik begann jedoch nicht erst mit der Einrichtung des Bistums Merseburg 968, sondern mit der Geschichte König Heinrichs I. Thietmar schrieb damit nicht wie viele andere Historiographen vor ihm über eine sehr ferne Vergangenheit, sondern seine Chronik setzte genau 100 Jahre früher ein. Zunächst erwähnte er noch den Mythos vom römischen Ursprung der Stadt (oder Burg) Merseburg, erzählte die slawische Besiedlung der Gegend und dass Bischof Arn von Würzburg bei der Rückkehr von einem Böhmenfeldzug von slawischen Feinden überfallen worden sei und das Martyrium erlitten habe. Anders als karolingische Chroniken und Annalen weicht Thietmar von den üblichen Jahresschemata nach Inkarnationsjahren ab und gliedert nach Kapiteln. Die chronologische Gliederung seiner acht Bücher orientiert sich an der Regierungszeit der sächsischen Herrscher. Die ersten vier Bücher behandeln 86 Jahre und weitere vier Bücher die letzten 16 Jahre. Buch V handelt bis zur Wiedererrichtung des Merseburger Bistums 1004. Buch VI behandelt Heinrichs Kaiserkrönung, Buch VII umfasst die von kriegerischen Auseinandersetzungen geprägte Zeit bis 1017. Buch VIII konzentriert sich auf die Ereignisse des Jahres 1018. Für die Zeit Ottos III. und insbesondere Heinrichs II. gewinnt die Chronik geradezu den „Charakter einer Leitüberlieferung“. Die Chronik ist somit nach Franz-Josef Schmale sowohl Vergangenheits- als auch Gegenwartsgeschichte. Nach der Analyse von Kerstin Schulmeyer-Ahl wählte Thietmar für seine Chronik zwei „Darstellungsmodi“: Geschichtsexegese für die Zeit von Heinrich I. bis zum Tode Ottos III., Gegenwartschronistik ab etwa 1002/4. Die ersten vier Bücher der Chronik seien heilsgeschichtlich auf die Thronbesteigung Heinrichs II. und die Wiedereinrichtung des Bistums Merseburg ausgerichtet. Der zweite, gegenwartsbezogene Teil über die Darstellung der Regierungszeit Heinrichs II. werde durch die Orte der Herrscheraufenthalte und die mit diesen zusammenfallenden Hoch- und Heiligenfeste strukturiert. Das Ziel von Thietmars Geschichtsbetrachtung sei stets „die Erkenntnis des sich in der Welt offenbarenden Gottes“. An die Stelle exegetischer Geschichtsdeutung trete in der Gegenwartschronistik durch Herrscherankunft und Messfeier die „liturgische Evozierung Gottes an bestimmten Orten zu bestimmten Zeiten“.
Für seine Chronik wertete Thietmar von Merseburg für die Jahre bis 973 die ersten beiden Bücher von Widukinds Sachsengeschichte aus. Vor Abschluss des dritten Buches erhielt er Kenntnis von den Quedlinburger Annalen in einer bis 998 reichenden Fassung. Darüber hinaus standen ihm Nekrologien aus Magdeburg, Lüneburg und vor allem aus Merseburg sowie Urkunden aus seiner Region zur Verfügung. Zudem hatte er Zugang zu heute verlorenen schriftlichen Vorlagen wie die Halberstädter Bischofschronik. Viele seiner Informationen wird er mündlichen Mitteilungen zu verdanken haben. In seiner Chronik finden sich Entlehnungen aus Vergil, Horaz, Ovid, Persius, Lukan, Terenz, Martial, Juvenal, Macrobius sowie aus Gregor dem Großen, Isidor von Sevilla und Aurelius Augustinus. Von den klassischen Autoren ist ihm Vergil am vertrautesten. Neben der Bibel zitierte Thietmar lediglich die Werke Gregors des Großen ausführlich. Seine Familie war weit verzweigt und konnte ihn so mit Neuigkeiten für seine Chronik versorgen. Ein seit der Mitte des 10. Jahrhunderts bestehendes Heiratsbündnis von Thietmars Vorfahren mit einem engen Verwandten der Babenberger lieferte ihm Informationen aus dem Südosten des Reichs.

#### Beurteilungen der Herrscher
Thietmar orientierte sich in seinem Werk an der Abfolge der Herrscher. Die ersten vier Bücher widmen sich dabei je einem König (Heinrich I., Otto I., Otto II., und Otto III.), die letzten vier bieten die Geschichte unter Heinrich II. bis zu Thietmars Todesjahr 1018. Der Herrscher hatte sich nach Thietmars Vorstellungen tugendhaft zu verhalten. Von den Königen forderte er vor allem sapientia (Weisheit), clementia (Milde) und benignitas (Güte), aber auch Friedfertigkeit und menschliche Reife. Die Aufhebung und die Wiedereinrichtung des Bistums Merseburg waren für Thietmar eine besonders wichtige Perspektive, unter der er historische Ereignisse und Leistungen der Herrscher beurteilte.

##### Heinrich I.
Mit Helmut Lippelt ist der Bericht Thietmars von Merseburg über den zeitlich entfernten Heinrich I. „als ein Sammelbecken verschiedener Traditionen“ anzusehen, „als ein Ort des Durchgangs und der Fixierung von Erinnerungen auf dem Weg der Umformung in Legende und Sage“. Für Thietmar war Heinrich eine „problematische Gestalt“. Der König wird von ihm als eigentlicher Begründer Merseburgs und der ottonischen Dynastie sowie als Sieger über heidnische Feinde gelobt. Allerdings habe Heinrich in der Nacht vor dem Karfreitag im Alkoholrausch gegen alle kirchlichen Gebote seine Gemahlin Mathilde geschwängert. Der so gezeugte Heinrich von Bayern brachte über mehrere Generationen Zwist in die Familie der Ottonen. Mit solchen Geschichten verarbeiteten Zeitgenossen wie Thietmar die Konflikte und das Unglück in der Herrscherfamilie. Neben der Karfreitagszeugung Heinrichs von Bayern stießen auch die Scheidung König Heinrichs von seiner Frau Hatheburg und die Ablehnung der Herrschersalbung auf Kritik Thietmars.

##### Otto I.
Für Thietmar wurde Otto I. zum Inbegriff einer bedeutenden Epoche („Wie der Herr so waren auch seine Fürsten“). Otto der Große hatte Merseburg zum Bischofssitz erhoben. Thietmar rühmte ihn als den größten Szepterträger seit Karl dem Großen: Während seiner Herrschaft „erleuchtete das Goldene Zeitalter die Welt“, mit seinem Tode schon erlosch es. Dennoch äußert Thietmar auch Kritik, wenn er die Absetzung des Papstes Benedikt V. und dessen Verbannung nach Hamburg mit den Worten kommentiert: „hätte er [Otto] es doch nicht getan“.
Den von ihm hochgelobten Otto lässt Thietmar in seiner Chronik unvorbereitet sterben. Damit wich er von seiner Vorlage Widukind von Corvey unvermittelt ab, der einen „sorgfältig komponierten Sterbebericht“ lieferte. Plötzliche Todesfälle waren nach zeitgenössischer Vorstellung eine Strafe Gottes für vorangegangenes Fehlverhalten. Thietmar erklärte mit der problematischen Weihe einer Zwölfjährigen zur Äbtissin in Heeslingen Ottos wenige Tage später eintretenden Herrschertod. Kerstin Schulmeyer-Ahl sieht in dieser „Lappalie“ eine Reaktion Thietmars auf einen zwischen 992 und 996 zu datierenden Bericht der Gesta episcoporum Halberstadensium, der Ottos Tod als Strafe für die Errichtung der Magdeburger Erzdiözese und der Gründung des Bistums Merseburgs zu Lasten des Bistums Halberstadt deutete. Thietmar habe eine von ihm als falsch erkannte Begründung für den plötzlichen Tod durch ein neues Deutungsmodell ersetzt.

##### Otto II.
Mit Otto II. begann im Reich eine Zeit der Krise und Umgestaltung. Otto schenkte dem jungen Bistum die „gesamte, von einer Mauer umschlossene Stadt samt Juden, Kaufleuten und Münze“. Von ihm wurde das Bistum großzügig ausgestattet. Die Aufhebung des Bistums Merseburg warf dagegen einen dunklen Schatten auf die Herrschaft Ottos II. Helmut Lippelt konnte jedoch zeigen, dass Thietmar um eine differenzierte Würdigung Ottos bemüht war und die Schuld an der Aufhebung des Bistums besonders dem nach Magdeburg transferierten Bischof Giselher und dem Metzer Bischof Dietrich anlastete. Aus dem eigentlichen Vorgang um die Aufhebung des Bistums Merseburg hält Thietmar den König heraus, und das, obwohl die Verhandlungen an dessen Hof in Italien geführt wurden. Im Nachruf auf Otto sprach er ihn von seinen Sünden gegenüber der Merseburger Kirche frei. Thietmar hatte Otto zuvor Absolution gewährt. Im realen Leben konnte Thietmar dem Kaiser nicht mehr in seiner amtlichen Funktion als Bischof gegenübertreten. Er nutzte daher das Medium der Historiographie und setzte Otto posthum in die Rolle des bußfertigen Sünders. Dies ist Thietmar auch deshalb möglich, weil er aufgrund der Abfassungszeit seiner Chronik um das weitere Schicksal seines Bistums Bescheid weiß. Die Sarazenenniederlage bei Cap Colonne (982) und der Slawenaufstand (983) wurden von Thietmar als Folgen der Aufhebung des Bistums nicht dem Herrscher zur Last gelegt, sondern als „unser aller Sünden“ interpretiert.

##### Otto III.
Dem Buch zur Herrschaft Ottos III. ist kein preisender Prolog vorangestellt. Dies könnte möglicherweise mit der Aufhebung des Bistums Merseburg in Zusammenhang stehen. Ab 997 lassen sich erste Schritte zur Wiedererrichtung des Bistums Merseburg nachweisen. Dadurch erwarb sich Otto Anerkennung bei Thietmar. Die Rompolitik des Königs und die Errichtung des Erzbistums Gnesen beurteilte der Chronist nach Helmut Lippelt jedoch „sehr skeptisch“, und auch für Wolfgang Eggert betrachtete Thietmar Ottos Politik „sehr skeptisch und mit tiefem Ressentiment“. Er sei der einzige Herrscher in der Chronik, der nicht als noster rex (bzw. imperator) geführt wird. Vielmehr tituliere Thietmar gerade die Gegner des Kaisers als nostri und stelle damit „eine direkte Identifikation mit den Gegnern des Kaisers“ her.
Knut Görich konnte dagegen zeigen, dass sich Thietmars Skepsis nicht gegen Ottos Rompolitik oder seine lange Anwesenheit in der Stadt richtete, „sondern gegen die als notorisch unzuverlässig eingeschätzten Römer und ihren Undank, mit dem sie das besondere Wohlwollen des Kaisers vergalten“. Thietmar habe die Rompolitik in der Kontinuität seines Vaters und Großvaters gesehen. Von einem „tiefen Ressentiment“ könne nicht gesprochen werden.
Kritisch sah Thietmar Ottos Entscheidung, Bolesław Chrobry von einem Tributpflichtigen (tributarius) zu einem Herrn (dominus) zu machen. Rangfragen waren in der mittelalterlichen Adelsgesellschaft von eminent politischer Bedeutung, da der Rang eines Großen seinen Anspruch auf eine bestimmte Stellung innerhalb der bisherigen Machtverhältnisse demonstrierte. Empörend war es für Thietmar, dass die althergebrachte Unterordnung der polnischen Herrscher unter den sächsischen Adel keinen Bestand mehr hatte.

##### Heinrich II.
Nach Thietmars einleitenden Worten brachte Heinrich Frieden und Recht der Heimat zurück. Die Gründung der beiden Bistümer Bamberg und Bobbio sowie die Wiedereinrichtung des Bistums Merseburg waren für Thietmar Ausdruck eines frommen Lebenswerkes. Auch die Kaiserkrönung wurde mit Heinrichs Leistungen für das Bistum Merseburg in Zusammenhang gebracht. Nach Kerstin Schulmeyer-Ahl richtete Thietmar seine Chronik auf ein „heinrizianisches Legitimationsmodell“ aus. Die Zeit der sächsischen Kaiser habe sich als Konkurrenzkampf der königlichen Linie der drei Ottonen und der herzoglichen Linie der bayerischen Heinriche präsentiert. Seit 936 hatte Otto I. allein regiert. Sein Bruder Heinrich erhielt das Herzogtum Bayern. Diese Nebenlinie der Ottonen, deren Vertreter alle den Namen Heinrich trugen, versuchte sich zunächst gegen Otto II. und später gegen Otto III. aufzulehnen und ihnen die Königswürde streitig zu machen. Im Aufstieg Heinrichs II. zum Königtum habe die Heinrich-Linie ihre heilsgeschichtliche Vollendung gefunden.
Thietmar umschrieb mit den Begriffen simpnista (Amtskollege) und coepiscopus (Mitbischof) das ganz besondere Vertrauensverhältnis Heinrichs zu den Bischöfen. Diese Intensität gab es nach Stefan Weinfurter bei keinem anderen mittelalterlichen Herrscher. Trotz dieser engen Beziehung zu den Bischöfen äußerte Thietmar Kritik an Heinrich, und das vor allem immer dann, wenn der König bei Bischofsernennungen das Votum des Domkapitels überging.
In den Konflikten zwischen Heinrich II. und Bolesław I. Chrobry ergriff Thietmar einseitig gegen den polnischen Herrscher Partei. Der Aspekt der Unterordnung und damit die Sicht des Königs war Mittelpunkt seiner Erzählung. Bolesław wird zum Jahr 1014/15 als der „in 1000 Ränken erfahrene Herzog“ bezeichnet. Die Parteinahme einzelner Sachsen für den Polen führte Thietmar wiederholt auf Bestechung zurück. Nach Knut Görich erklären sich diese Parteinahmen der Sachsen für Bolesław dagegen aus seit langem bestehenden verwandtschaftlichen und freundschaftlichen Bindungen zwischen sächsischen Adligen und den Piasten.
Thietmar starb sechs Jahre vor Heinrich II. Er konnte daher sein Urteil über Heinrich nicht wie bei den anderen Herrschern in einer Memoria zusammenfassen.

#### Vorstellungswelt

##### Glaubensvorstellungen
Nach Helmut Lippelt waren „wunderliche Geschichten“ wie seltsame Natur- und Himmelsphänomene, Totenbegegnungen und Visionen „konstitutiv für sein (Thietmars) Weltverständnis“. Die zahlreichen Geistergeschichten hatten nach Klaus Krüger eine seelsorgerliche Funktion. Sie sollten Leser und Hörer von der Unsterblichkeit der Seele überzeugen. Einen Zusammenhang sah Thietmar zwischen dem Auftreten solcher außergewöhnlicher, übernatürlicher Ereignisse und der mangelnden Glaubensfestigkeit der Bewohner in den deutsch-slawischen Siedlungsgebieten.
Himmelserscheinungen brachte Thietmar mit Unglücks- oder Todesfällen in Zusammenhang. In seiner Chronik sprach er die Rückkehr von Toten an und verband dies mit Vorwürfen oder mit Nachrichten an die Lebenden. Ihm selbst erschien sein toter Magdeburger Mitbruder Richer im Traum und erhob ihm gegenüber Vorwürfe, weil er den Sterbenden weder am Krankenbett besucht noch sich an der Totenwache beteiligt hatte. Nach eigenen Angaben war Thietmar dem Todkranken ferngeblieben, „weil ich das Nachtwachen nicht vertrug“.
Thietmar nutzte Träume, Erscheinungen und Visionen, um im Interesse Merseburgs zu argumentieren oder um auf delikate Sachverhalte aufmerksam zu machen. In einem von Thietmar überlieferten Traum sei in der Nacht der Kaiserin Theophanu der heilige Laurentius mit verstümmeltem rechtem Arm erschienen und habe ihrem verstorbenen Gemahl, unter dessen Herrschaft das Merseburger Bistum aufgelöst wurde, die Schuld dafür gegeben. Theophanu habe diese Botschaft verstanden und ihren Sohn Otto III. beschworen, das Bistum für das Seelenheil seines Vaters wiederherzustellen.
Träume und Visionen konnten auch unmittelbaren Einfluss auf Entscheidungen bei der Neubesetzung vakanter Bischofsstühle nehmen. Der Halberstädter Bischof Siegmund hatte bereits „während seiner langen Krankheit […] im Traume gesehen, wie der hinter ihm gehende [Kaplan] Bernhard den seinen Händen entfallenen Hirtenstab aufhob und ganz offen weitertrug“. Er schlug daher Bernhard vor, sich bei König Heinrich I. um die Übertragung des Bischofsamtes zu bemühen. Nach Siegmunds Tod erhielt Bernhard durch königliche Verleihung alles wie vorhergesagt.
Thietmar verriet in seiner Chronik viel über seine Religiosität. „Die Heilige Schrift“ schrieb er, „verbietet uns zu glauben, dass es ein Schicksal oder einen Zufall gibt“. Alles geschieht durch Gottes Fügung. Der Teufel bringt vor allem in der Nachtzeit die Gläubigen durch Trugbilder und böse Geister in Bedrängnis. So sei Heinrich I. vom Teufel getrieben worden bei der sündhaften Zeugung Heinrichs von Baiern in der Nacht zum Karfreitag. Von Gottes aktiv handelnder Präsenz war Thietmar gerade auch bei politisch-militärischen Ereignissen überzeugt: Die Verschwörungen in den ersten Jahrzehnten der Ottonenzeit erklärte Thietmar mit dem unmittelbaren Einfluss des Teufels. König Otto habe durch Gottes Fügung 955 in der Lechfeldschlacht gesiegt. Aber auch die Heiligen konnten als Kläger auftreten und den Tod des Lebenden bewirken. Ekkehard der Rote, Schulleiter am Kloster Berge, habe durch eine Unachtsamkeit den Hochaltar zum Einsturz gebracht. Thietmar kommentierte daraufhin nüchtern: „Ich will ihm keinerlei Vorwürfe machen, doch weiß ich gewiß: Wer den hl. Mauritius kränkt, muß um die Gefahr bevorstehenden Schadens wissen“.

##### Slawen

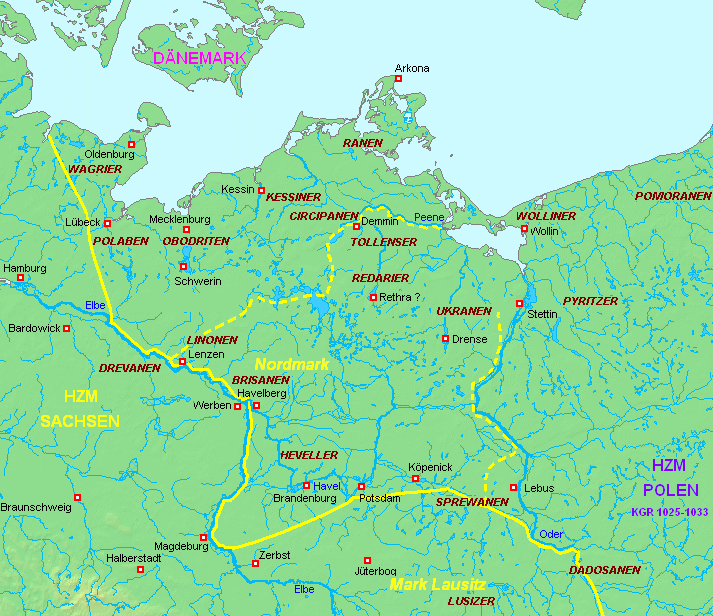
Die slawisch besiedelten Gebiete um das Jahr 1000

Thietmar verfasste seine Chronik in einer überwiegend slawisch bevölkerten Diözese. Nach Helmut Lippelt besaß Thietmar jedoch „nur eine oberflächliche und ungefähre Kenntnis des Slavischen“. Diese Annahme wird jedoch mittlerweile als überholt angesehen. Thietmar verfügte demnach über Kenntnisse der slawischen Sprache. Er leitete slawische Namen etymologisch her. Über die Verhältnisse im östlichen Europa verfügte Thietmar nach Franz Josef Schröder über „ungewöhnlich gute und weitreichende Informationen“.
Den Slawenaufstand von 983 erlebte Thietmar als Kind im heimatlichen Walbeck oder schon im Stift Quedlinburg bei seiner Großtante. Die Elbslawen hatten sich gegen die sächsische Herrschaft erhoben und waren wieder zum Heidentum zurückgekehrt. Vor diesem Hintergrund waren die heidnischen Slawen für ihn „habgierige Hunde“ (avari canes) oder er sprach pauschalisierend von dem „grausamen Slawen“ (Sclavus crudelis). Nach dem Ergebnis von Lorenz Weinrich unterlässt Thietmar bei seiner Schilderung des Slawenaufstandes Jahrzehnte später in seiner Chronik „jegliche Äußerung einer nationalen Identifikation“. Er klagte nicht „über den Verlust deutscher Herrschaft, wohl aber über das Herausbrechen der Slawen an Elbe und Havel aus der Gemeinschaft der Christenheit“. Für das Denken des Merseburger Chronisten gehörte Christianitas (Christenheit) zu den zentralen Ordnungsbegriffen. Thietmar stand den Slawen offener als Widukind von Corvey gegenüber. Anders als dieser setzte Thietmar die heidnischen Elbslawen nicht mit den Barbaren gleich. Er wusste auch zwischen den heidnischen Elbslawen und den christlichen Polen, Mährern und Böhmen zu unterscheiden. Entsprechend positiv werden Mieszko I. von Polen und Wenzel von Böhmen geschildert. Den Elbslawen warf er hingegen Hinterlist und infidelitas (Unglauben) vor.
Nach den Forschungen von Helmut Lippelt hat sich Thietmar kaum in der Mission der Slawen betätigt, und das, obwohl in seiner Gegend viele ungetaufte Slawen lebten. Missionieren war jedoch eine lebensgefährliche Aufgabe. Sein Schulfreund Brun von Querfurt wurde im heidnischen Prußen gefangen genommen und enthauptet. Thietmar ging es eher um das „Seelenheil der Christen und nicht um die Gewinnung weiterer Seelen“. Anders als sein Vorgänger Boso zog Thietmar nicht predigend durch sein Bistum. Im Oktober 1018 begab er sich erstmals nach Rochlitz. Der eigentliche Anlass der Reise war nicht, die Firmung zu spenden, sondern die Besitzrechte zu demonstrieren. In den neun Jahren zuvor hatte Thietmar hingegen kein einziges Mal die östlichen Gebiete seiner Diözese aufgesucht.
Positiv bewertet wird Thietmars Polen- und Slawenbild von Karlheinz Hengst. Demnach wurden Liutizen von Thietmar ab 1003 siebenmal in friedlicher Beziehung oder sogar in militärischer Kooperation mit dem Reich geschildert. Thietmar lehnte aber die Aufnahme heidnischer Liutizen in das kaiserliche Heer strikt ab. Für ihn war das Bündnis mit den heidnischen Liutizen ein Gräuel: „Meide ihre Gemeinschaft und ihren Kult, lieber Leser! Höre und befolge vielmehr die Gebote der hl. Schrift!“

#### Sorge um die Memoria
T-Initiale mit eigenhändig eingetragenem Gebetswunsch Thietmars, Merseburg, Domstiftsbibliothek, Cod. I, 129.
Nach den Forschungen von Helmut Lippelt war die Sorge um die Memoria das „Hauptmotiv“ (causa scribendi) des Merseburger Bischofs bei der Abfassung seiner Chronik. Lippelt konnte zeigen, dass die über das ganze Werk verstreuten Selbstanklagen im Kontext der Memoria zu betrachten sind. In den intensiven Forschungen zur mittelalterlichen Memoria ist Thietmars Sorge um ein angemessenes Gebetsgedenken als Hauptmotiv zum Schreiben bekräftigt worden. Thietmar hat mehrfach seine Leser um Fürsprache, Gebete und Totengedenken gebeten. Nach Ernst Schubert ging es ihm „nicht um einen Geschichtsbericht, sondern auch um die eigene ‚Memoria‘, um das Totengedenken“. Thietmars Bemühung um die Memoria der Personen, denen er verpflichtet war, entsprach seiner Sorge um die eigene, denn indem er sich um die Memoria der Verstorbenen bemühte, erfüllte er eine Verpflichtung und konnte hoffen, dass auch andere ihre entsprechende Verpflichtung ihm gegenüber erfüllen würden. Die Memorialnotiz kann von der bloßen Erwähnung des Verstorbenen bis zum Nekrolog reichen.
In welch hohem Ausmaß sich Thietmars Verpflichtung zum Gedenken an die Verstorbenen niederschlug, konnte Gerd Althoff an einem Vergleich der Chronik mit dem Merseburger Nekrolog zeigen. Dabei stellte Althoff eine „verhältnismäßig große Übereinstimmung“ zwischen den Einschreibungen im Nekrolog und den Todesmeldungen in Thietmars Chronik fest. Auffällige Parallelen bestanden auch in der Würdigung der Verwandten des Bischofs, seiner Magdeburger confratres und seiner bischöflichen Amtsbrüder. Nach Althoff beschränkt sich die Memoria dabei auf „Personen, zu denen er in besondere persönliche Beziehung getreten war. Ihnen widmete er eine Memorie, deren Intention zweifelsohne nicht der irdische Nachruhm, sondern die Ableistung von Gebetsverpflichtungen war.“
Nach Gerd Althoff und Joachim Wollasch lassen sich zwei verschiedene Schichten bei den Eintragungen im Merseburger Nekrolog unterscheiden. Die erste, auf 1015/16 zu datierende Namensschicht umfasst den Verwandten- und Bekanntenkreis Thietmars. Während Thietmars Amtszeit als Merseburger Bischof wurde das liudolfingische Familiengedenken von Quedlinburg nach Merseburg transferiert. Die Quedlinburger Annalen beurteilten Heinrich II. sehr kritisch. Heinrich schuf sich deshalb in Merseburg einen neuen Schwerpunkt für das Gedenken an seine Vorfahren. Der in Quedlinburg aufgewachsene Thietmar fühlte sich jedoch der Quedlinburger Memoria verpflichtet. Bei einem Vergleich des Namenbestandes der Quedlinburger Annalen mit den Merseburger Totenbuch konnten hohe Übereinstimmungen festgestellt werden. Diese zweite, um 1017/18 eingetragene Ergänzungsschicht stellt die Memorialtradition der ottonischen Herrscherfamilie und ihres bayerischen Nebenzweiges dar. Mit Thietmars Tod im Jahr 1018 endeten die Einträge im Merseburger Nekrolog fast vollständig.
Die einzige inserierte Urkunde in Thietmars Geschichtswerk behandelt den sogenannten Dortmunder Gebetsbund. Das Herrscherpaar Heinrich II. und Kunigunde schloss sich am 7. Juli 1005 mit Herzog Bernhard I. von Sachsen sowie mit 15 Erzbischöfen und Bischöfen zum Dortmunder Totenbund zusammen. Als einziger liudolfingischer Herrscher ging Heinrich auf einer Synode mit Bischöfen eine Gebetsverbrüderung ein. Helmut Lippelt hat auf die aktuelle Bedeutung des Vorganges für Thietmar hingewiesen. Die Form der Verbrüderung des Königs mit seinem Episkopat diente Thietmar als Vorbild für das eigene Umfeld. Der Merseburger Bischof fühlte sich an das Totengedenken verstorbener Mitglieder gebunden. Im Merseburger Nekrolog fehlte keiner der Teilnehmer des Dortmunder Totenbundes, der noch zu Thietmars Lebzeiten verstarb.
Thietmar nahm eigenhändig einen Eintrag im Merseburger Sakramentar vor, einem Gebetbuch der Merseburger Domkirche mit persönlichen Aufzeichnungen des Bischofs. Zum Zierbuchstaben T des Te igitur trug er seine Bitte an den Benutzer des Codex heran: „Priester Gottes, erinnere dich deines sündigen und unwürdigen Mitbruders Thietmar“ (Sacerdos dei, reminiscere Thietmari confratris tui peccatoris et indigni). Den Zusatz nahm Thietmar nicht nur eigenhändig, sondern auch geschickt auf einer Seite vor, die kein Zelebrant bei einer Messfeier übersehen konnte. Mit dieser Mahnung an seine Nachfolger versuchte er seine liturgische Memoria zu sichern.

#### Sündenbekenntnisse
Für Thietmar hatte das Bekennen seiner Sünden große Bedeutung. Das Bewusstsein, Sünder zu sein, ist in der Dichte und Intensität bei Thietmar auch für christlich-mittelalterliche Verhältnisse bemerkenswert. Manchmal erbrachte Thietmar für seine Sünden die auferlegte Buße nicht. Die Chronik sollte nicht nur Thietmars Nachfolger über den Zustand des Bistums Merseburg informieren, sondern ist auch ein Aufruf, für das Seelenheil des sündigen Autors zu beten. Durch Bezeugungen von Demut erhoffte man eine Erhöhung im Jenseits. Im letzten Kapitel des vierten Buches lieferte Thietmar ein Selbstporträt. Demnach sah er unanständig aus und war sündig. Er schilderte sich als kleines Männlein mit einer schlecht geheilten gebrochenen Nase. Neben den äußeren Makeln zählte er seine Laster auf: Er sei „sehr jähzornig und unlenksam zum Guten“. Er kam wiederholt zu spät, wie beispielsweise beim Tod des Erzbischofs Tagino oder bei seiner eigenen Bischofserhebung. Er beschuldigte sich selbst der Simonie, da er durch eine Landschenkung das Amt des Propstes in Walbeck erlangt habe. Dafür habe er niemals rechtmäßig Buße abgelegt. Er machte sich Vorwürfe, dass er Propst Reding von Magdeburg vor dessen Sterben nicht die Beichte abgenommen habe, obwohl dieser ihn darum gebeten hatte. Er bekannte sich der Grabschändung um der eigenen Angehörigen willen für schuldig. Für das Begräbnis seiner Schwägerin entfernte er das Grab des Willigis. Er nahm eine spätere Krankheit als Strafe für sein sündhaftes Verhalten wahr. Daraufhin wollte Thietmar zu einer Bußwallfahrt nach Köln aufbrechen. Im Traum erschien ihm der verstorbene Willigis und machte ihn für sein nun ruheloses Umherirren verantwortlich.
Für Thietmar konnte selbst der Herrscher angesichts einer Vielzahl an Aufgaben gar nicht vermeiden, zahlreiche Sünden zu begehen. Diese konnten nur durch fromme Werke ausgeglichen werden. Ein Herrscher musste daher die Zeit nutzen, um sein Herrscheramt entsprechend dem christlichen Herrscherideal auszuüben.

#### Ortskenntnisse

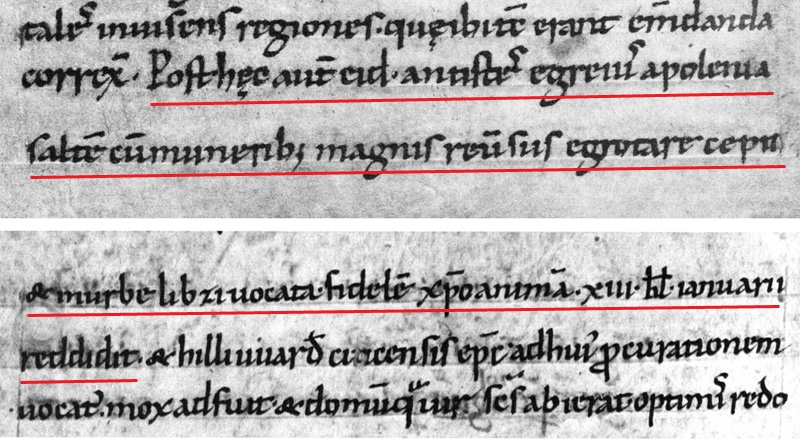
Chronik des Bischofs Thietmar von Merseburg, fol. 52r (Ausschnitt oben) und fol. 152 v (Ausschnitt unten) mit der Ersterwähnung Leipzigs, Faksimile 1905 (SLUB Dresden)

Mit der Wiederherstellung des Bistums Merseburg im Jahr 1004 verändert sich die Überlieferung für das Merseburger Umland schlagartig. Zahlreiche Orte wurden erneut an das Merseburger Bistum vergeben. In seiner Chronik vermerkte Thietmar seit 1012 gewissenhaft diese Erwerbungen und Ansprüche des Bistums. Thietmar erwähnt in seiner Chronik rund 300 Orte, hunderte darunter erstmals. In einer Urkunde vom 17. Oktober 1012, in der Heinrich II. der Merseburger Kirche den Besitz von 23 Orten bestätigte, werden insgesamt 25 Orte genannt. Von den genannten Ortsnamen lassen sich trotz der seither stark veränderten Namensformen 18 sicher identifizieren.
In Zusammenhang mit dem Tod von Bischof Eids von Meißen wird Leipzig 1015 das erste Mal als Burgward (urbs Lipzi) erwähnt. Den Sterbeort des Meißener Bischofs überlieferte nur Thietmar. Weitere Ersterwähnungen in seiner Chronik sind unter anderem Bautzen, Biesnitz, Eulau, Jüterbog, Kronach, Krossen, Meseritz, Schwerin, Sorau und Tangermünde.
Thietmars geographischer Erzählradius reicht im Norden bis zum dänischen Hauptort Lejre. Im Zusammenhang mit der Missionierung Polens und der Rus geriet Kiew im Osten in sein Blickfeld. Vom westlichen Punkt London hat Thietmar wohl über seine bis zur Nordsee reichenden familiären Verbindungen erfahren. Durch die königlichen Italienzüge reichte sein Horizont bis in den Süden der Italienischen Halbinsel. Thietmar war sehr bemüht, die jeweiligen Ereignisse konkret zu verorten. Seine Schreiber veranlasste er eine Leerstelle in der Zeile zu belassen, wo er den Ort nicht gleich wusste.

### Tod und Bestattung

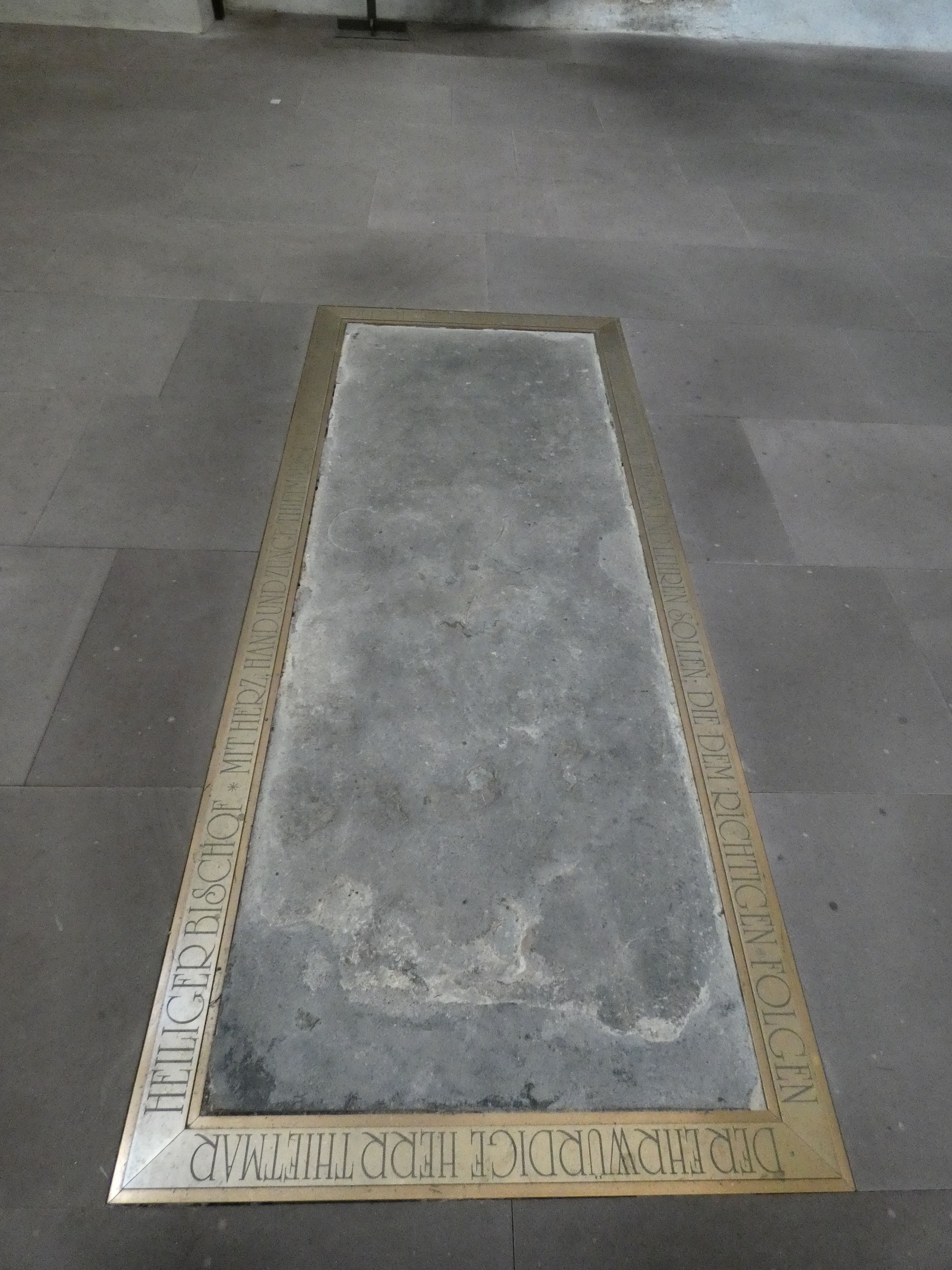
Sandsteingrabmal für Bischof Thietmar in der Bischofskapelle des Merseburger Doms

Thietmar starb 1018 und erreichte mit 43 Jahren das durchschnittliche Alter eines mittelalterlichen Menschen. Er wurde im Chor seiner Kirche St. Johannis bestattet, wo bereits seine Amtsvorgänger Boso und Wigbert ruhten. Nach der Einweihung des neuen Domes am 1. Oktober 1021 durch Bischof Bruno in Gegenwart von Heinrich II. wurden Thietmars Gebeine zusammen mit denen seiner Vorgänger Boso und Wigbert dorthin überführt. Wohl im 13. Jahrhundert, zur Zeit des Domumbaus, erhielt Thietmar ein mit einer Inschrift versehenes Einzelgrab. Die Deckplatte ist noch heute erhalten.

## Rezeption

### Mittelalter
Thietmars Hoffnungen, späteren Merseburger Amtsbrüdern mit seiner Chronik eine Hilfestellung zu geben und zugleich die eigene Memoria zu sichern, erfüllten sich. Die eigenhändigen Notate von Werner von Merseburg in der Chronik zeigen eine tatsächliche Lektüre des Textes. Die ältere Forschung (Werner Trillmich und Werner Goez) nahm eine geringe Verbreitung der Chronik im Mittelalter an. Nach Klaus Naß darf Thietmars Chronik dagegen als „die in der sächsischen Historiographie am häufigsten benutzte Quelle für die ottonische Zeit“ gelten, „vor allem in den Diözesen Halberstadt und Magdeburg“. In wenigstens 17 Werken des 11. bis frühen 16. Jahrhunderts wurde Thietmars Chronik benutzt. Früh wurde sie bereits in der Merseburger Bischofschronik verarbeitet. Für den Annalista Saxo wurde Thietmars Chronik zur Leitüberlieferung. Der anonyme sächsische Annalist stützte sich in 374 der 430 Kapitel auf den Merseburger Chronisten. Auch in einer Braunschweiger Kompilation von 1194/95 wurde die Chronik direkt benutzt. Außerdem nahmen Bezug auf Thietmars Chronik im 12. Jahrhundert die Gesta archiepiscoporum Magdeburgensium, die Magdeburger Annalen, die verlorenen Nienburger Annalen und eine nur in Auszügen von Dietrich Engelhus tradierte Weltchronik aus dem Benediktinerkloster St. Michael in Hildesheim. Heinrich von Lammesspringe verwertete die Chronik zwischen 1360 und 1372 für seine niederdeutsche Schöppenchronik. Im Kloster Berge bei Magdeburg wurde sie um 1495 für die Abfassung der Gesta abbatum Bergensium benutzt.

### Moderne

#### Überlieferung und Edition
Thietmars Chronik ist in zwei vollständigen Handschriften überliefert. Die unter der Signatur Mscr.Dresd.R.147 heute in Dresden aufbewahrte Originalhandschrift (Dresdner Autograph) ist unter Thietmars Anleitung und mit seiner eigenhändigen Beteiligung entstanden. Bis in das frühe 18. Jahrhundert war der Geschichtsforschung für Thietmars Chronik nur dieser Text bekannt. Hörfehler zeigen, dass der Text nach Diktat niedergeschrieben worden ist. Das Exemplar ist eines der ältesten Autographen Europas und zugleich die älteste Handschrift mit nachweislich Merseburger Schreibherkunft. Durch die Schenkung des Merseburger Bischofs Werner kam es 1091 an das von ihm gegründete Merseburger Benediktinerkloster St. Peter. Kurzzeitig gelangte die Handschrift im Zuge der Reformation in die Merseburger Domstiftsbibliothek. Über Georg Fabricius kam sie schließlich in das kurfürstliche Archiv und wurde von dort 1832 an die Königliche Bibliothek Dresden übergeben. Die Originalhandschrift wurde durch Löschwasser nach dem Bombenangriff auf Dresden am 14. Februar 1945 stark beschädigt, so dass heute nur wenige Seiten (vor allem fol. 1r–6v) lesbar sind. Doch existiert bereits seit 1905 ein Faksimile.
Die zweite Handschrift ist eine überarbeitete Redaktion und möglicherweise im ersten Viertel des 12. Jahrhunderts entstanden. Diese Corveyer Handschrift, heute unter der Signatur Bruxell. 7503-18 in der Königlichen Bibliothek zu Brüssel aufbewahrt, ist nicht lediglich eine Kopie der Dresdner Handschrift, sondern geht auf eine Überarbeitung des Autors selbst zurück und erhielt in Corvey lediglich einzelne Zusätze. Es handelt sich, wie Hartmut Hoffmann nachgewiesen hat, um Thietmars „zweite Version“.
Weitere Einsichten in die Überlieferungsgeschichte brachten zwei Manuskriptfunde, die eine weitere Differenzierung der abschriftlichen Verbreitung seiner Chronik ermöglichen. Der amerikanische Sammler Marvin Colker veröffentlichte 1971 ein Einzelblatt, das im 17. Jahrhundert als Bucheinband verwendet worden war. Dieses heute in Charlottesville aufbewahrte Einzelblatt enthält den Text von Thietmars Chronik VII 71–75. Zwei beschnittene Pergamentblätter in der Forschungs- und Landesbibliothek Gotha wurden 1994 der Öffentlichkeit bekannt gemacht. Nach dem kodikologischen und paläografischen Vergleich von Klaus Naß stammen die Gothaer Blätter und das Einzelblatt von derselben Schreiberhand aus einer Handschrift, die im letzten Drittel des 12. Jahrhunderts entstanden ist.
Reiner Reineccius besorgte im Jahr 1580 die erste gedruckte Ausgabe der Chronik. Diese lateinische Edition regte Heinrich Meibom zu weiteren Forschungen über das Walbecker Stift an. Bereits 1606 folgte eine erste deutsche Übersetzung. Im 19. und frühen 20. Jahrhundert war die positivistisch orientierte Forschung vor allem um die Rekonstruktion geschichtlicher Ereignisse bemüht. Im Rahmen der Monumenta Germaniae Historica mit den Herausgebern Johann Martin Lappenberg und Friedrich Kurze entstanden in dieser Zeit zwei kritische Editionen. Die bis heute maßgebliche Edition der Chronik und ihrer Corveyer Überarbeitung aus dem zwölften Jahrhundert legte 1935 Robert Holtzmann vor. Thietmars Chronik wurde obendrein aus dem Lateinischen ins Deutsche, Englische, Französische, Italienische, Polnische und Tschechische übersetzt.

#### Forschungsgeschichte

##### Geschichtsbilder und Forschungsperspektiven
Die Zeit zwischen 850 und 1100 gilt in der Geschichtswissenschaft in Bezug auf die Bischöfe im ostfränkisch-deutschen Reich als eine Forschungslücke, und das, obwohl für keine andere soziale Gruppe so viele Quellen des 10. und 11. Jahrhunderts überliefert sind. In der deutschsprachigen Mediävistik war vor allem das Interesse an der Geschichte des Kaisertums und an der Vorgeschichte der „deutschen Nation“ dominierend. Neben der Fixierung auf das Königtum war das „dualistische Modell“ eines Konflikts zwischen Königtum und Adel ein vorherrschendes Deutungsmuster der deutschen Geschichte im frühen Mittelalter. Der Bischof wurde entweder als Instrument der Königsherrschaft oder als Exponent einer adeligen Familie verstanden.
Die von Leo Santifaller vertretene und lange Zeit gültige These von einem Ottonisch-salischen Reichskirchensystem führte dazu, dass nach dem Zweiten Weltkrieg der Bischof vom 9. bis 11. Jahrhundert vor allem als Reichsbischof wahrgenommen worden ist. Timothy Reuter hat dieses lange Zeit in der Forschung akzeptierte System 1982 grundlegend hinterfragt. In der Folgezeit setzte eine intensivere Beschäftigung mit dem ottonisch-salischen Reichsepiskopat ein. Untersucht wurden vor allem der königliche Einfluss bei Bischofserhebungen oder Bistumsgründungen. Das Wirken der Bischöfe jenseits des Königshofs blieb in der Forschung weiterhin nicht berücksichtigt.
In der neueren Forschung rücken Aspekte der symbolischen Kommunikation in der Vormoderne in den Vordergrund. Dazu werden in der jüngeren Ritualforschung Fallstudien zu Wahl, Inthronisation, Einzug oder Bestattung eines Bischofs oder zu dessen Amtsinsignien veröffentlicht.

##### Beurteilung Thietmars
Im 19. Jahrhundert dominierten in der Geschichtswissenschaft Ereignis- und Politikgeschichte. Von Thietmar hatte die Forschung um 1900 das Bild des „ehrlichen“ und des „echten deutschen“ Chronisten. Die zahlreichen Visions- und Wunderberichte blieben in dieser Zeit unberücksichtigt oder wurden wegen ihres „krankhaften Zuges“ abgetan. Für die Jahrbücher der Deutschen Geschichte im 19. Jahrhundert gilt Thietmar als wichtiger Informant. In den zwanziger und dreißiger Jahren des 20. Jahrhunderts veröffentlichte Robert Holtzmann wichtige weiterführende Studien zur Textentstehung, aber auch zu interpretatorischen Fragen.
Nach dem Zweiten Weltkrieg untersuchte Annerose Schneider 1954 in ihrer ungedruckt gebliebenen Dissertation Thietmars religiöse Vorstellungen. Sie verzichtete darauf, „nach dem Woher seiner Einstellung“ zu fragen. Stattdessen wollte sie sich damit „begnügen, diese Einstellung selbst aus Thietmars Chronik herauszulesen und zu analysieren“. Sie charakterisierte ihn in einem späteren Aufsatz „als selbständig denkenden, empfindenden und urteilenden Zeitgenossen“. Helmut Lippelt hat sich 1973 in seiner Dissertation mit Thietmars geistlichen und politischen Weltbild als Reichsbischof befasst. Lippelt wollte „chronistische Darstellung“ und „individuelle Äußerungen“ Thietmars „in Beziehung setzen zu den ihn geistig formenden Potenzen: adelige Herkunft, geistliches Amt und Königtum“. Im Zentrum seiner Untersuchung stand Thietmars Rolle als Reichsbischof. Er kam zu zahlreichen neuen Erkenntnissen; unter anderem arbeitete Lippelt die „Memorial-Struktur“ von Thietmars Werk heraus. Seine Ausführungen zur Schulbildung des Verfassers, zu dessen geistlichem Werdegang und seinen Bemühungen um die Restauration des Bistums haben in der Forschung weiterhin Bestand. Umstritten sind mittlerweile Lippelts Ausführungen zur adligen Kirchenherrschaft und zum „germanischen“ Eigenkirchenwesen, zum „ottonischen Reichskirchensystem“ und zur „ottonischen Hausüberlieferung“. Nach Lippelts Arbeit erschien trotz intensiver Forschungstätigkeit und Kontroversen zu den Ottonen jahrzehntelang keine monographische Abhandlung über Thietmar.
In den letzten Jahrzehnten untersuchten verschiedene Studien Thietmars politische Vorstellungswelt, seine Wahrnehmung des Nordens, sein Verständnis von Ritualen, seine Ausführungen zu Sünde und Buße, zum Eherecht, zu den Kulturkontakten zwischen Deutschen und Slawen, zu Tod und Fürbitte sowie Moral und Seelsorge oder auch einzelne Passagen aus seiner Chronik.
In den Studien von David A. Warner in den 1990er Jahren zu Thietmar war weiterhin die Rolle Thietmars als Reichsbischof der wesentliche Interpretationsparameter. Ludger Körntgen untersuchte 2001 Königsvorstellungen in zentralen Werken ottonischer und frühsalischer Historiographie. Für ihn war Thietmar „Repräsentant einer politisch-religiösen Welt, in der sich königlicher und adeliger Herrschaftsanspruch ebenso wenig ausschließen wie göttliche Erwählung und menschliche Sündhaftigkeit des Herrschers“.
Im Jahr 2009 legte Kerstin Schulmeyer-Ahl mit ihrer Frankfurter Dissertation nach Lippelts Werk aus dem Jahr 1973 wieder eine umfassende Analyse von Thietmars Geschichtsschreibung vor. Ihr geht es um die systematische Verknüpfung zwischen „Periodisierungen als Grundbedingung historischer Erkenntnis, Heilsgeschichte als Paradigma mittelalterlicher Geschichtsschreibung sowie Kognitionsformen als grundlegende[n] Verstehensmuster[n] der Zeit“ und den Einflüssen dieser Parameter auf die „Konstitutionsbedingungen historiographischer Nachrichten“.

#### Öffentliche Würdigungen

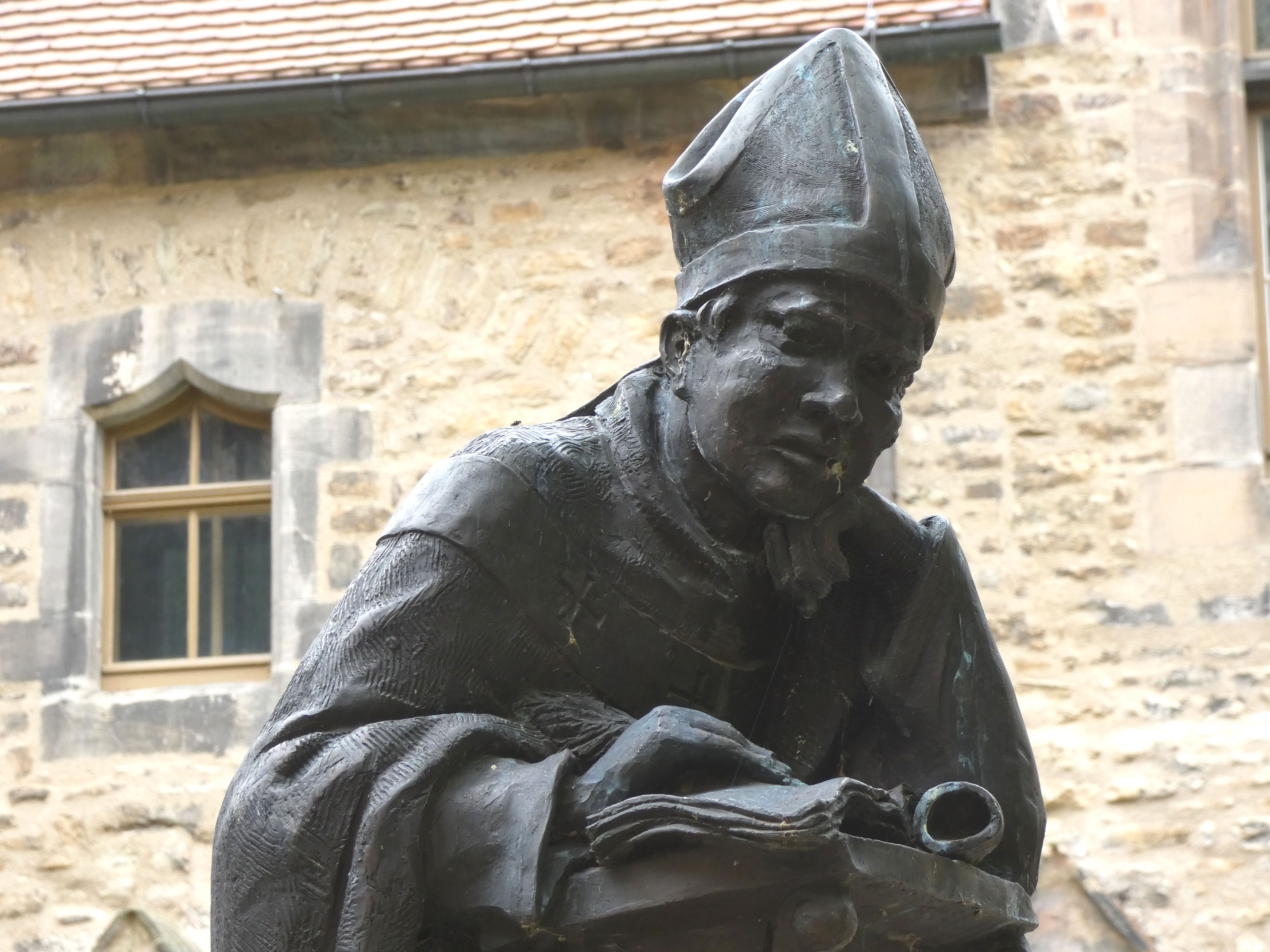
Bronzestatue des Bischofs Thietmar von Merseburg, Brunnenskulptur in Merseburg von Ulrich Janku (2006)

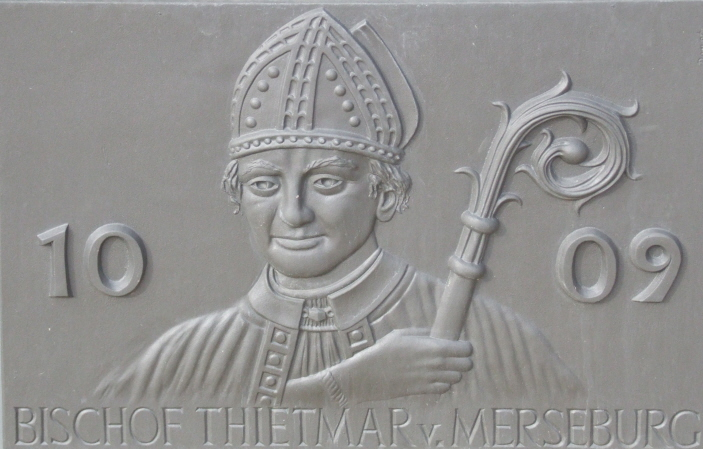
Darstellung des Bischofs Thietmar von Merseburg auf dem Stadtbrunnen in Tangermünde von Karolin Donst (2006)

An der Chorschranke zur Bischofskapelle des Merseburger Doms zeigt ein Bild vermutlich aus dem Jahr 1505 Thietmar. Im Innenhof des Kreuzgangs befindet sich ein Thietmar-Brunnen. Das darauf befindliche Bronzedenkmal zeigt den Bischof stehend in vollem bischöflichen Ornat mit aufgeschlagener Chronik.
In Tangermünde wurde auf dem Vorplatz der Kirche St. Stephan ein Brunnen in Form eines Marktbrunnens errichtet. Die Reliefs an den Seiten des Brunnens erzählen acht Episoden aus der Tangermünder Geschichte. Das Stadtwappen und ein Relief des Bischofs Thietmar von Merseburg, in dessen Chronik die Stadt erstmals erwähnt wurde, stehen am Anfang.
Im Jahr 2015 wurde anlässlich des 1000-jährigen Jubiläums der Grundsteinlegung des Merseburger Doms eine Sonderausstellung organisiert. Thietmars 1000. Todestag am 1. Dezember 2018 fand größere Beachtung in der deutschsprachigen Mediävistik. In Bochum („Historiographie der Grenzwelten – Thietmar von Merseburg (975/76 – 1. Dezember 1018)“) und Magdeburg („Thietmar von Merseburg zwischen Pfalzen, Burgen und Federkiel“) fanden zu diesem Anlass Tagungen statt. Der Merseburger Dom und die Curia Nova richteten eine große Sonderausstellung (Thietmars Welt – ein Merseburger Bischof schreibt Geschichte) aus, die knapp 19.000 Besucher verzeichnen konnte.
In Leipzig wurde die Thietmarstraße nach ihm benannt.

## Werkausgaben
- Thietmar von Merseburg, Chronicon (= MGH SS rer. Germ. Nova Series. Bd. 9). Herausgegeben von Robert Holtzmann. Berlin 1935. (Digitalisat)
- Thietmar von Merseburg, Chronik. Neu übertragen und erläutert von Werner Trillmich. Mit einem Nachtrag von Steffen Patzold. (= Freiherr vom Stein-Gedächtnisausgabe. Bd. 9). 9., bibliographisch aktualisierte Auflage. Wissenschaftliche Buchgesellschaft, Darmstadt 2011, ISBN 978-3-534-24669-4.
- Die Dresdner Handschrift der Chronik des Bischofs T. von Merseburg, mit Unterstützung der Königlich Sächsischen Sammlungen für Kunst und Wissenschaft, der König-Johann-Stiftung und der Zentraldirektion der Monumenta Germaniae Historica in Faksimile. Herausgegeben von Ludwig Schmidt, Dresden 1905 (online).